# La Garenne-Colombes
Pour les articles homonymes, voir La Garenne (homonymie).
Ne doit pas être confondu avec Colombes, Villeneuve-la-Garenne ou Bois-Colombes.
La Garenne-Colombes (prononcé /la ga.ʁɛn kɔ.lɔ̃b/), également nommée localement La Garenne, est une commune française située dans le département des Hauts-de-Seine en région Île-de-France.
Depuis 2010, La Garenne-Colombes est directement concernée par l'une des douze opérations d'intérêt national de France, avec l'intégration d'une partie de la ville au périmètre d'intervention de l'établissement public d'aménagement de la Défense Seine Arche (EPADESA).

## Géographie

### Localisation
La Garenne-Colombes est une des neuf villes des Hauts-de-Seine à ne pas être en bordure du département et se trouve dans le quart nord-ouest de la métropole du Grand Paris.
La ville est délimitée au nord par la partie pavillonnaire de Colombes, à l'est par Bois-Colombes (Les Vallées, Les Bruyères), au sud par Courbevoie (Faubourg de l'Arche, Bécon) et à l'ouest par Nanterre (Les Champs-Philippe, La Folie). La taille de la ville est comparable à celle du 1er arrondissement de Paris. La place de Belgique est à quelques centaines de mètres de La Défense et le rond-point de l'Europe à moins d'un kilomètre de l'Île de la Jatte. Les frontières de cette petite ville sont à 3 000 mètres de celles de Paris (XVIIe, hors Bois de Boulogne), soit environ une fois et demi la longueur de l'avenue des Champs-Élysées.
Les villes les plus proches de La Garenne-Colombes sont (distances frontière à frontière) :
- Bois-Colombes, Colombes, Courbevoie, Nanterre : 0 mètre
- Asnières-sur-Seine : 500 mètres
- Puteaux (La Défense, CNIT) : 800 mètres
- Neuilly-sur-Seine (Île de la Jatte, pont de Courbevoie) : 1 100 mètres
- Levallois-Perret (Île de la Jatte) : 1 800 mètres
- Bezons : 1 900 mètres

### Géologie et relief
La superficie de la commune est de 178 hectares ; l'altitude varie de 37  à   46 mètres.

### Climat
Pour des articles plus généraux, voir Climat de l'Île-de-France et Climat des Hauts-de-Seine.
En 2010, le climat de la commune est de type climat océanique dégradé des plaines du Centre et du Nord, selon une étude du CNRS s'appuyant sur une série de données couvrant la période 1971-2000. En 2020, Météo-France publie une typologie des climats de la France métropolitaine dans laquelle la commune est exposée à un climat océanique altéré et est dans la région climatique Sud-ouest du bassin Parisien, caractérisée par une faible pluviométrie, notamment au printemps (120 à 150 mm) et un hiver froid (3,5 °C).
Pour la période 1971-2000, la température annuelle moyenne est de 12,2 °C, avec une amplitude thermique annuelle de 15,2 °C. Le cumul annuel moyen de précipitations est de 643 mm, avec 10,4 jours de précipitations en janvier et 7,7 jours en juillet. Pour la période 1991-2020, la température moyenne annuelle observée sur la station météorologique la plus proche, située sur la commune de Bonneuil-en-France à 15 km à vol d'oiseau, est de 12,1 °C et le cumul annuel moyen de précipitations est de 616,3 mm,. Pour l'avenir, les paramètres climatiques de la commune estimés pour 2050 selon différents scénarios d'émission de gaz à effet de serre sont consultables sur un site dédié publié par Météo-France en novembre 2022.

### Paysages
Huit espaces verts sont répartis sur la ville :
Deux parcs
- Parc de l'Hôtel-de-Ville (Victor-Roy) qui comprend une fontaine Wallace.

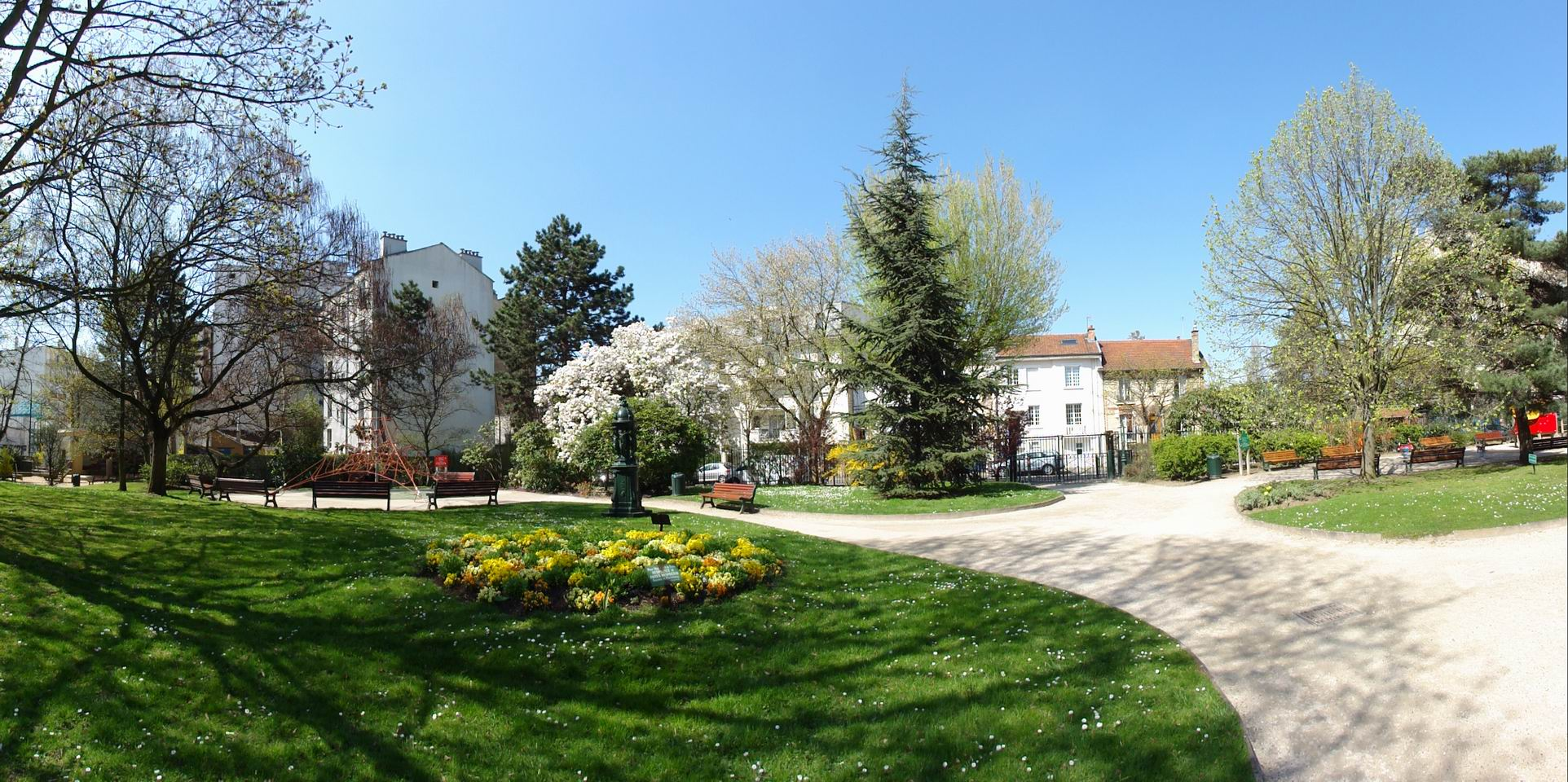
Parc Victor-Roy (parc de l'Hôtel-de-Ville).

- Parc du Foyer des Arts et Loisirs (Wangen im Allgäu).

Deux jardins
- Jardin de la place du 11-Novembre-1918
- Jardin de la salle des Fêtes

Quatre squares
- Square Jean-Boiselle
- Square Guy-Môquet
- Square Jean-Nicolas-Corvisart
- Square Aimé-Heitzmann

## Urbanisme

### Typologie
Au 1er janvier 2024, La Garenne-Colombes est catégorisée grand centre urbain, selon la nouvelle grille communale de densité à sept niveaux définie par l'Insee en 2022.
Elle appartient à l'unité urbaine de Paris, une agglomération inter-départementale regroupant 407  communes, dont elle est une commune de la banlieue,,. Par ailleurs la commune fait partie de l'aire d'attraction de Paris, dont elle est une commune du pôle principal,. Cette aire regroupe 1 929 communes,.

### Morphologie urbaine
Initialement, dans cette commune, de petites industries côtoyaient des pavillons. Aujourd'hui cette ville principalement résidentielle est composée de pavillons, de maisons de villes, de villas et d'immeubles construits pour certains d'entre eux à la fin du XIXe siècle et au début du XXe siècle. On y trouve aussi quelques immeubles  haussmanniens et un hôtel particulier du Second Empire. Beaucoup de pavillons et de locaux industriels ont été remplacés au cours des vingt dernières années [Lesquelles ?] par des constructions nouvelles limitées à quatre étages.[réf. nécessaire]Ce "bétonnage" modéré et la proximité de Paris et La Défense en font un lieu de résidence très prisé.[réf. nécessaire]. Une modification récente du PLU a autorisé dans certaines parties de la ville des constructions de hauteur non négligeable.
Ainsi, La Garenne-Colombes a su conserver son identité d'origine, notamment à travers son urbanisme maîtrisé, ses rues bordées d'arbres et la présence de nombreux espaces verts.[réf. nécessaire]

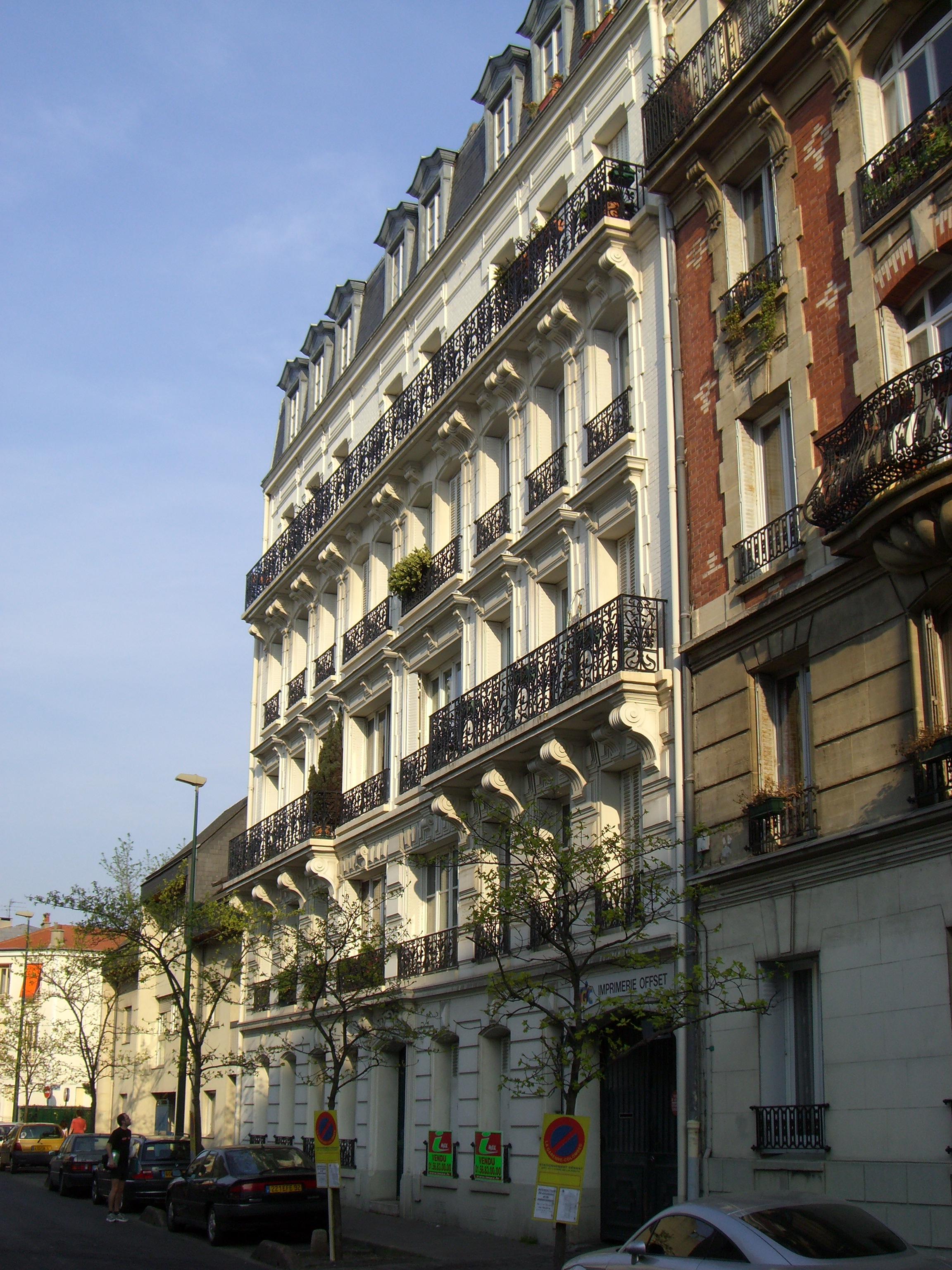
Immeuble 1903, rue Médéric.

L’Insee découpe la commune en onze îlots regroupés pour l'information statistique soit ZAC de Charlebourg, Champs-Philippe Sud, Général-Leclerc, Médéric, Sartoris, Vallées, Souvenir-français, Chedal-Anglay, Château-Ridel, Plaisance, Moulin-Bailly.

### Habitat et logement
En 2018, le nombre total de logements dans la commune était de 15 136, alors qu'il était de 14 355 en 2013 et de 14 125 en 2008.
Parmi ces logements, 88,7 % étaient des résidences principales, 2,7 % des résidences secondaires et 8,7 % des logements vacants. Ces logements étaient pour 9,7 % d'entre eux des maisons individuelles et pour 89,3 % des appartements.
Le tableau ci-dessous présente la typologie des logements à La Garenne-Colombes en 2018 en comparaison avec celle des Hauts-de-Seine et de la France entière. Une caractéristique marquante du parc de logements est ainsi une proportion de résidences secondaires et logements occasionnels (2,7 %) inférieure à celle du département (3,7 %) mais supérieure à celle de la France entière (9,7 %). Concernant le statut d'occupation de ces logements, 49,3 % des habitants de la commune sont propriétaires de leur logement (50 % en 2013), contre 42,5 % pour les Hauts-de-Seine et 57,5 pour la France entière.
| Typologie                                               | La Garenne-Colombes | Hauts-de-Seine | France entière |
| ------------------------------------------------------- | ------------------- | -------------- | -------------- |
| Résidences principales (en %)                           | 88,7                | 89,8           | 82,1           |
| Résidences secondaires et logements occasionnels (en %) | 2,7                 | 3,7            | 9,7            |
| Logements vacants (en %)                                | 8,7                 | 6,5            | 8,2            |

Des programmes de logements sociaux par réhabilitation et rénovation d'immeubles existants sont régulièrement entrepris. Le pourcentage de logements locatifs sociaux est passé de 8,60 % en 2002 à 9,89 % en 2007, puis 11,61 % en 2009. Aujourd'hui, si l'on tient compte des agréments obtenus pour livraison à l'horizon 2016, il manquerait environ 900 logements sociaux pour atteindre le taux de 20 % fixé par la loi Solidarité Renouvellement Urbain (SRU).

### Projets d'aménagement

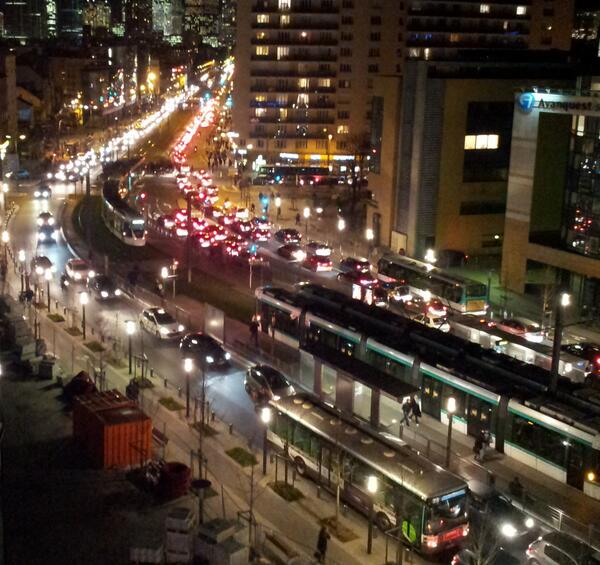
Vue du tracé du tramway entre la place de Belgique et La Défense.

Depuis 2010, un quart du sol garennois (les Champs-Philippe) est sur le territoire de l'Établissement public d'aménagement de la Défense Seine Arche (EPADESA), chargé d'investir dans les infrastructures, les transports ou l'aménagement des espaces publics.
L'axe du boulevard National reliant la place de Belgique au faubourg de l'Arche puis au CNIT à La Défense accueille trois stations de la ligne 2 du tramway (  : Charlebourg, Les Fauvelles et Faubourg de l'Arche). Du fait de l'élargissement du boulevard sur son côté Est, des bâtiments neufs de bureaux ont été construits sur l'intégralité du tracé à La Garenne-Colombes.
Cette extension du territoire de La Défense accroît la lisibilité de La Garenne-Colombes en tant que terre d'accueil d'entreprises du fait de la renommée du quartier d'affaires de La Défense, avec par exemple l'installation du siège de la société Total Energie Gaz (Tegaz, filiale de Total), 4e producteur mondial de gaz naturel, dans la tour Nova en 2013, ou du siège de Hyundai en France, 4e constructeur automobile mondial, en 2014, incluant en rez-de-chaussée le hall d'exposition des modèles du constructeur sud-coréen.
Bien que le maire de La Garenne Colombes n'ait pu obtenir de la part de la direction de l'EPAD que des assurances verbales quant à sa souveraineté sur les projets de la ZAC des Champs Philippe, un avis favorable au projet d'intégration de ce quartier dans le domaine de l'EPAD a été donné par la totalité des conseillers municipaux de la majorité municipale.
La Garenne est ainsi la seule commune concernée par l'extension du secteur de l'EPAD à y avoir donné un avis favorable ; c'était également la seule commune concernée par l'extension à être jusqu'alors totalement exclue du territoire de La Défense (EPAD et EPASA).
La zone d'influence de l'EPADSA a été étendue par la municipalité à la place de Belgique et une partie du boulevard de la République.

### Voies de communication et transports

#### Voies routières
La commune est traversée par huit routes départementales. Trois sont d'anciennes routes nationales, la RD 992 (ex-RN 192), la RD 908 (ex-RN 192), et la RD 11 (ex-RN 309A). Les cinq autres sont les RD 6, RD 8, RD 106 et RD 131.
La RD 992 porte à La Garenne-Colombes le nom de boulevard National, rappelant son ancien nom et son ancien rôle, la route nationale de Paris au Havre. Elle relie La Défense au Pont de Bezons, et est en partie occupée par le Tramway T2 de Courbevoie au Pont de Bezons depuis 2012. Elle croise la place de Belgique, carrefour souvent encombré, à la croisée des routes de La Défense, de Neuilly-sur-Seine, de Nanterre et du Val-d'Oise.
La RD 908 ou boulevard de la République relie la porte de Champerret à la place de Belgique et portait au XIXe siècle le même nom sur tout son tracé, celui de boulevard Bineau, nom conservé aujourd'hui à Neuilly-sur-Seine.
À La Garenne, la RN 309A correspondait à la partie orientale de l'actuelle RD 11, entre les limites de Bois-Colombes et de Courbevoie et le rond-point de l'Europe (actuelle avenue de l'Europe, anciennement rue Faidherbe). La RD 11 continue ensuite vers l'ouest par la rue Raymond-Ridel. À partir du croisement de l'avenue Joffre, la RD 11 forme la limite sud de La Garenne avec Courbevoie puis avec Nanterre sous le nom de rue Raymond-Ridel, place Rhin-et-Danube et rue des Fauvelles.
La RD 6 correspond à La Garenne à la place Rhin-et-Danube puis à la rue Léon-Maurice-Nordmann, reliant Courbevoie au quartier de Charlebourg.
La RD 8 correspond à La Garenne à la rue de l'Aigle qui relie Courbevoie au quartier des Vallées.
La RD 116 ou rue de Colombes puis, après le rond-point de l'Europe, avenue du Général-de-Gaulle, relie Courbevoie à Colombes en traversant le quartier des Vallées.
La RD 131 ou avenue de Verdun - 1916 relie Nanterre à la place de Belgique.
Aucune autoroute ne traverse La Garenne-Colombes, mais deux sorties d'autoroute portent le nom de La Garenne-Colombes, dans les villes voisines :
- sur l'A 14, sortie 2, La Garenne-Colombes, à La Défense
- sur le « super périphérique parisien » l'A 86, sortie La Garenne-Colombes au pont de Bezons

Depuis le boulevard périphérique de Paris, les sorties pour rejoindre La Garenne-Colombes sont porte de Champerret, porte des Ternes et porte Maillot.

#### Pistes cyclables
Le boulevard National est bordé de pistes cyclables dans les deux sens. Les zones 30 sont accessibles dans les deux sens aux cyclistes comme l'exige la réglementation.
La Garenne-Colombes figure sur le tracé de l'axe vert majeur, cheminement pédestre et cycliste qui doit relier l'ensemble des communes du département.

#### Transports en commun
La Garenne-Colombes est desservie par deux stations de transilien sur son territoire et trois stations transilien et RER à proximité la reliant à Nanterre Université (RER A) et à Saint Lazare (métros 3, 9, 12, 13, 14, RER E) ainsi qu'à La Défense (RER A, RER E, métro 1, tramway 2, transillien).
Sept lignes de bus relient La Garenne-Colombes au centre de Paris (ligne 73) et aux villes voisines ainsi qu'à La Défense (2 lignes de bus).
La Garenne-Colombes accueille deux stations du tramway T2 reliant le pont de Bezons à la porte de Versailles en joignant le terminus des lignes de métro 1, 8, 9, 10 et 12 ainsi que les RER A et C. La Garenne-Colombes est, sur cette ligne, séparée du pôle de La Défense (métro 1, RER A, transilien L et U) par la station Faubourg de l'Arche.
Avec quatre stations de transport (train et tramway) sur son territoire, la ville comporte 2,24 stations par km2, contre 0,76 de moyenne pour le département des Hauts-de-Seine.
Stations à La Garenne-Colombes :

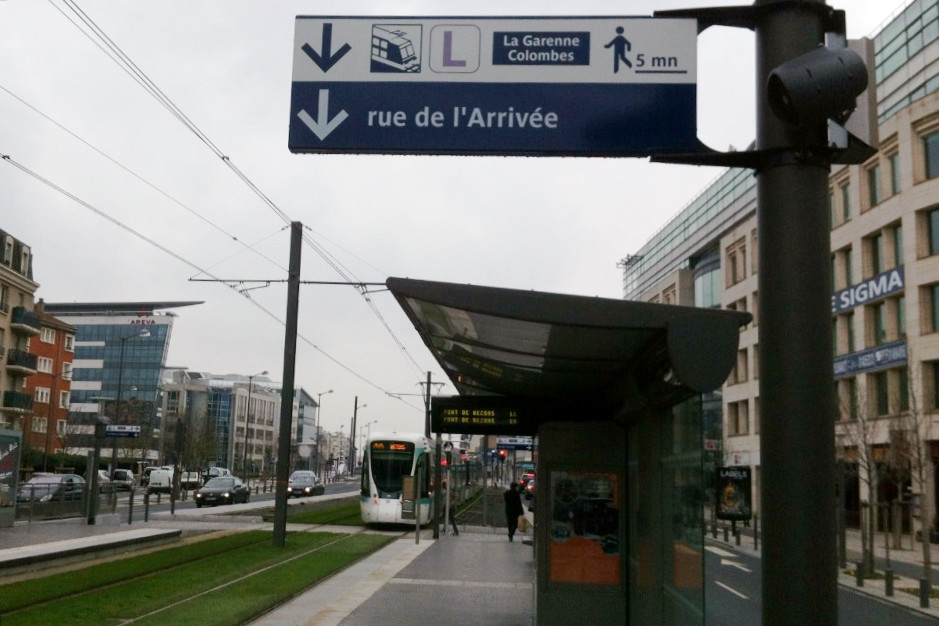
Les lignes de Transilien L et de tramway T2 sont en correspondance aux stations La Garenne-Colombes et Charlebourg.

- Gare de La Garenne-Colombes de la ligne L du Transilien ;
- Gare des Vallées de la ligne L du Transilien ;
- Charlebourg de la ligne 2 du tramway d'Île-de-France ;
- Les Fauvelles de la ligne 2 du tramway d'Île-de-France.

Stations à proximité :
- Gare de Courbevoie de la ligne L du Transilien à 600 mètres ;
- Gare de Bécon-les-Bruyères de la ligne L du Transilien à 800 mètres ;
- Gare de Nanterre - Préfecture de la ligne A du réseau express régional d'Île-de-France à 900 mètres.

#### Itinéraire

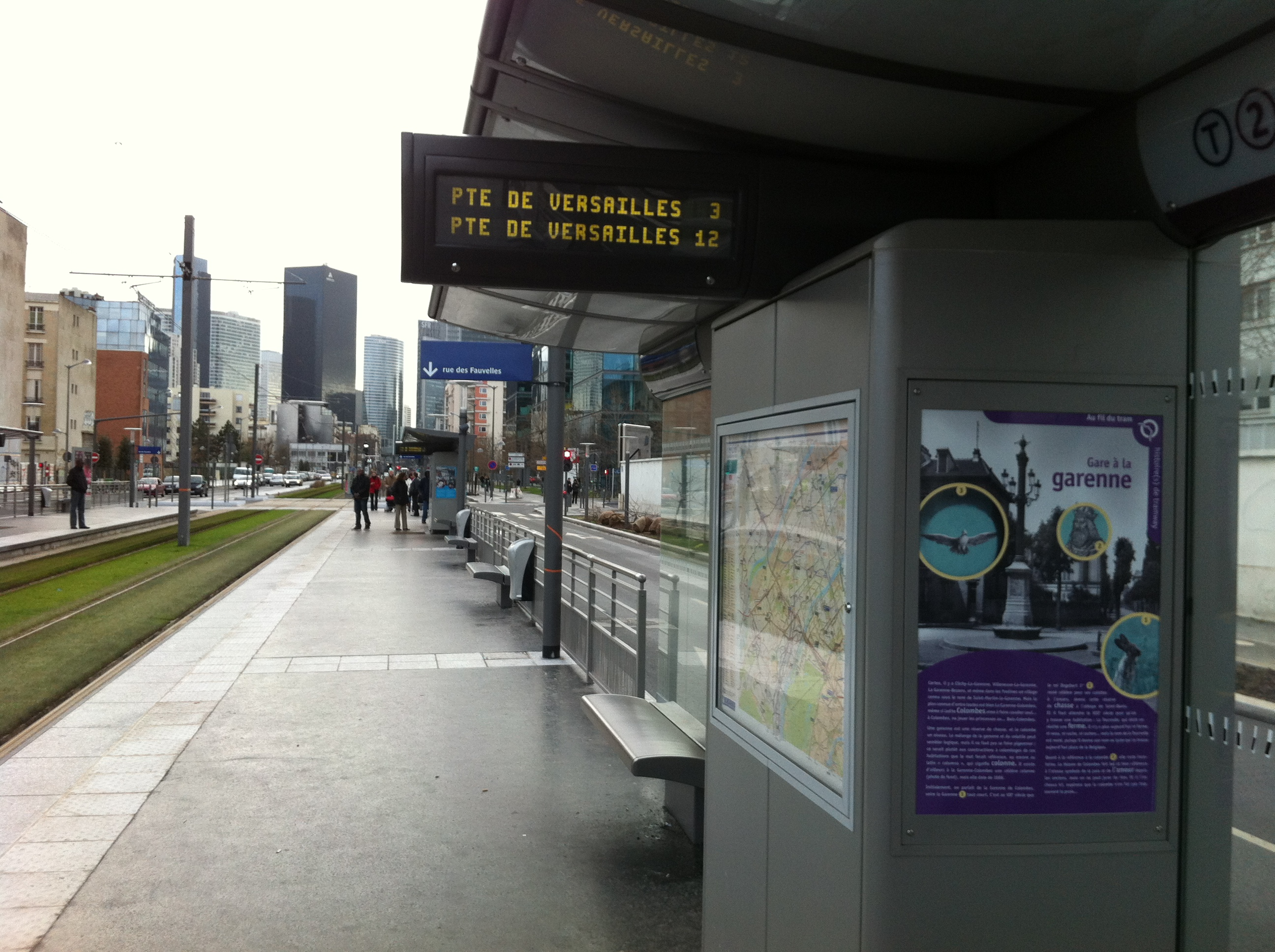
Station Les Fauvelles à La Garenne-Colombes, quai en direction de la porte de Versailles.

Temps de parcours pour les cinq moyens les plus directs de se rendre à La Garenne-Colombes depuis Paris en transports en commun (source RATP), selon les lignes :
- à Saint-Lazare ou à Pont-Cardinet, prendre la ligne L du Transilien et descendre station Les Vallées ou La Garenne-Colombes : 10 à 14 minutes ;
- à Châtelet - Les Halles prendre la ligne A du réseau express régional d'Île-de-France et descendre à La Défense, puis prendre le tramway T2et descendre à Charlebourg ou Les Fauvelles : 30 minutes
- à Porte de Champerret prendre le bus 163 ou 164 : 10 à 15 minutes
- à La Défense prendre le tramway T2 : 3 à 6 minutes
- Sur l'Axe historique prendre le bus 73 : 20 à 40 minutes

Selon les endroits où les visiteurs se rendent à La Garenne-Colombes, certains préfèrent marcher depuis les gares de La Défense, Courbevoie, Bécon-les-Bruyères, Nanterre - Préfecture ou Nanterre - Université.

#### Train

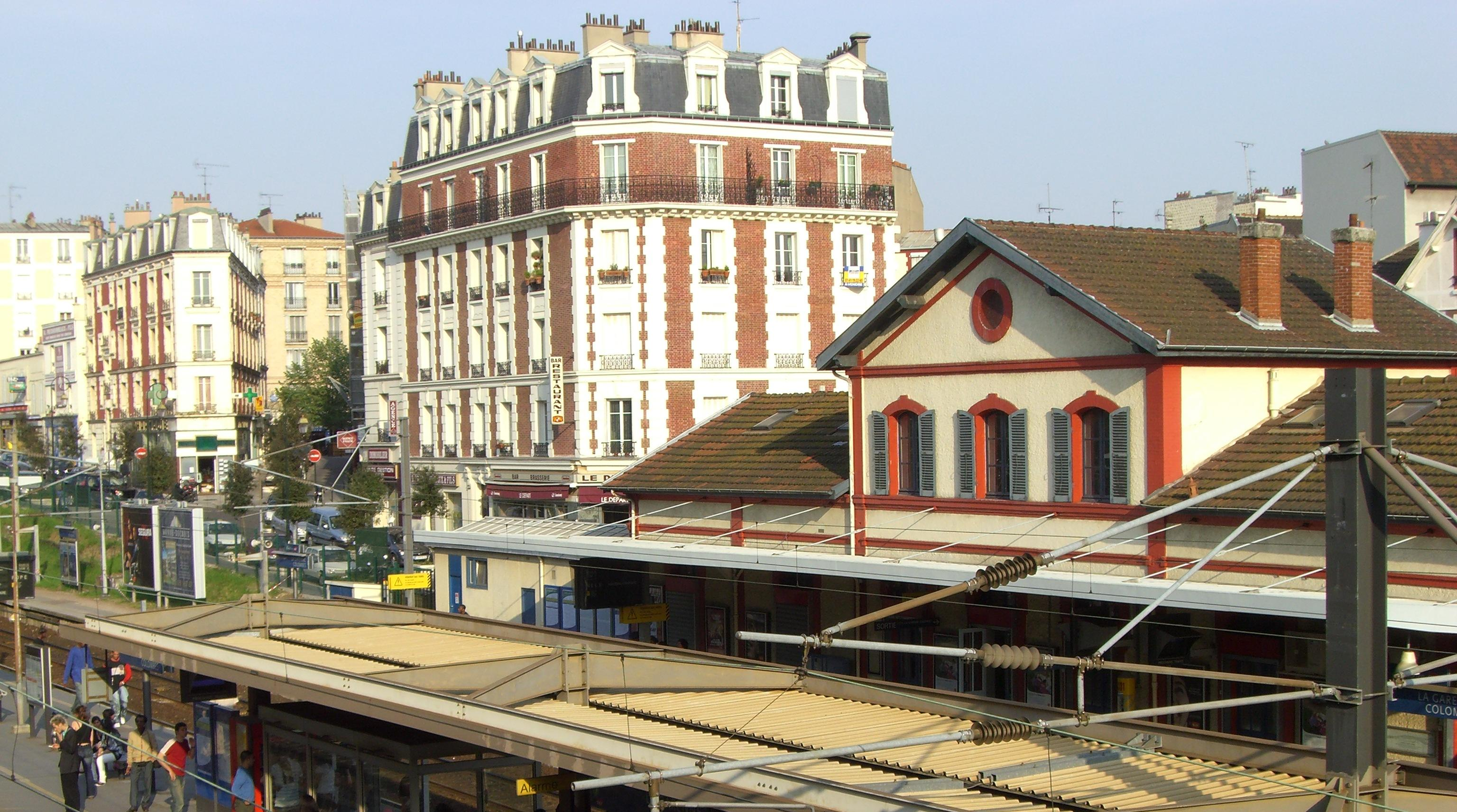
Gare de la Garenne-Colombes.

La commune est desservie par deux gares du Transilien Paris Saint-Lazare : Les Vallées et La Garenne-Colombes. Ce moyen de transport y est utilisé depuis 1837 (ligne Paris-Saint-Germain, toute première ligne lourde de transport en commun en France). La gare de Courbevoie permet de desservir le sud de la ville, celle de Bécon-les-Bruyères le sud-est, et celle de Nanterre - Préfecture le sud-ouest.
Le 24 août 2007, la ligne desservant la gare de La Garenne-Colombes a « fêté » son 170e anniversaire.
- station Les Vallées - station Pont-Cardinet (17e arrondissement de Paris) : 10 minutes
- station La Garenne-Colombes - Nanterre-Université (ligne A du réseau express régional d'Île-de-France) : 3 minutes
- station La Garenne-Colombes - station Les Vallées : 2 minutes

#### Autobus
La Garenne-Colombes comporte deux pôles principaux d'échange pour les voyageurs en bus.

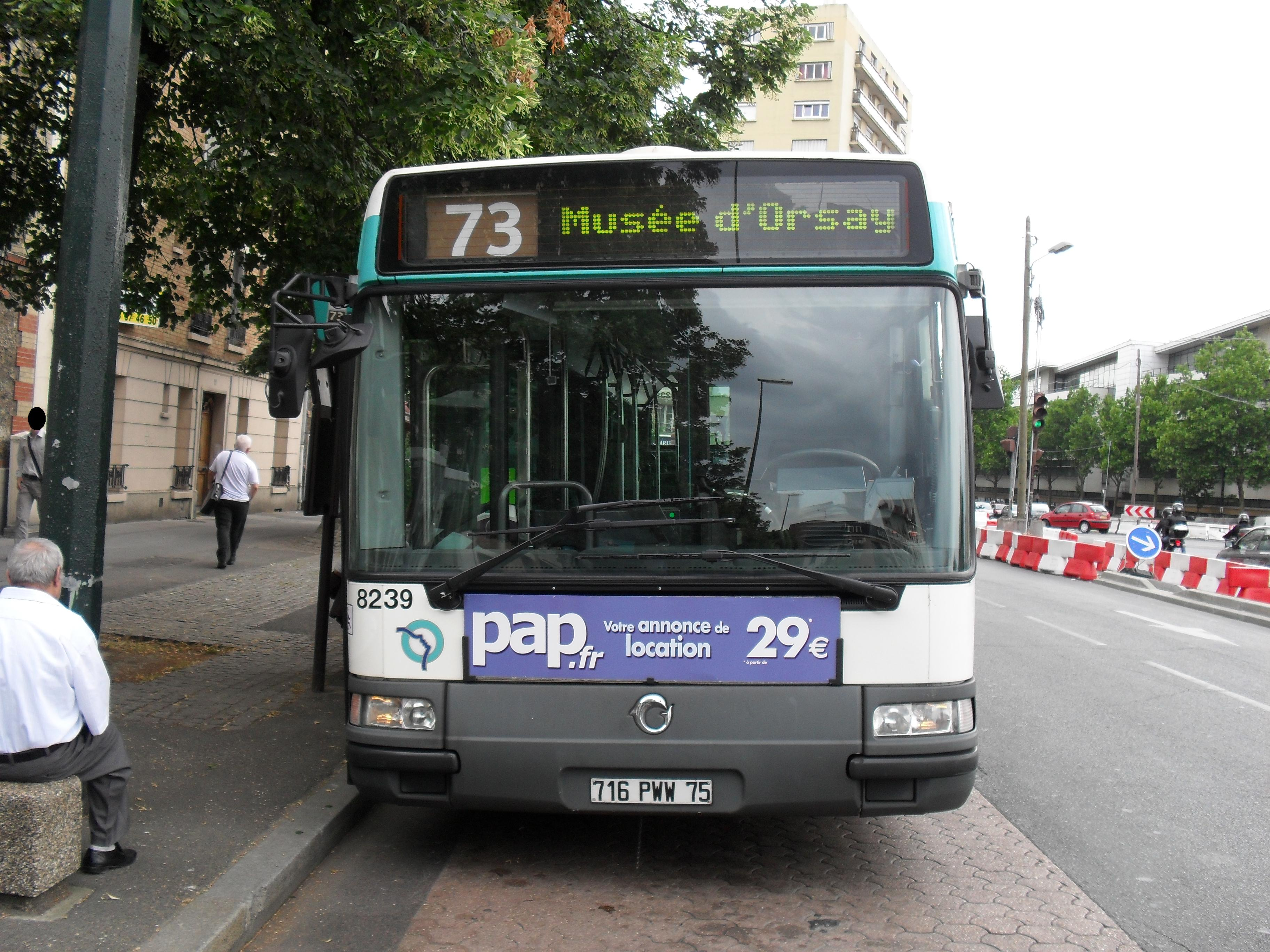
Bus 73 à la place de Belgique, au départ pour le musée d'Orsay.

À la place de Belgique, autour de la gare de La Garenne-Colombes et de la station de tramway Charlebourg se croisent les lignes 73, 163 et 175 du réseau de bus RATP et N24 et N152 du Noctilien la nuit.
Au rond-point de l'Europe se croisent les lignes 163, 164, 178 et 278 du réseau de bus RATP et N52 du Noctilien à proximité.
La ligne 73 dessert notamment La Défense, Neuilly-sur-Seine, la Porte Maillot, l'Arc de triomphe, les Champs-Élysées, la Concorde et le musée d'Orsay. Les autres lignes connectent la ville notamment à La Défense, Neuilly-sur-Seine, Nanterre, ainsi qu'à la porte de Champerret (17e arrondissement de Paris).
La ligne N24, au départ de la place du Châtelet (1er arrondissement de Paris), avec une fréquence de 20 minutes et 30 minutes en semaines, fonctionne toutes les nuits de l'année et dessert dans son service normal notamment le pont de Bezons, la place de Belgique, La Défense, Neuilly-sur-Seine, la porte Maillot, l'Arc de triomphe, les Champs-Élysées, la Concorde et la place du Châtelet. Les lignes N52 et N152 partent de la gare Saint-Lazare (8e arrondissement de Paris).
La ligne locale de Courbevoie nommée Curviabus dessert également la rue Pierre-Brossolette, partagée sur les deux communes.

#### Tramway
En 1935, cinq lignes de tramway passaient par La Garenne-Colombes.
En 2012, la commune est traversée par la ligne 2 du tramway d'Île-de-France avec deux stations : Les Fauvelles et Charlebourg. Cette ligne relie la Porte de Versailles au Pont de Bezons.

## Toponymie

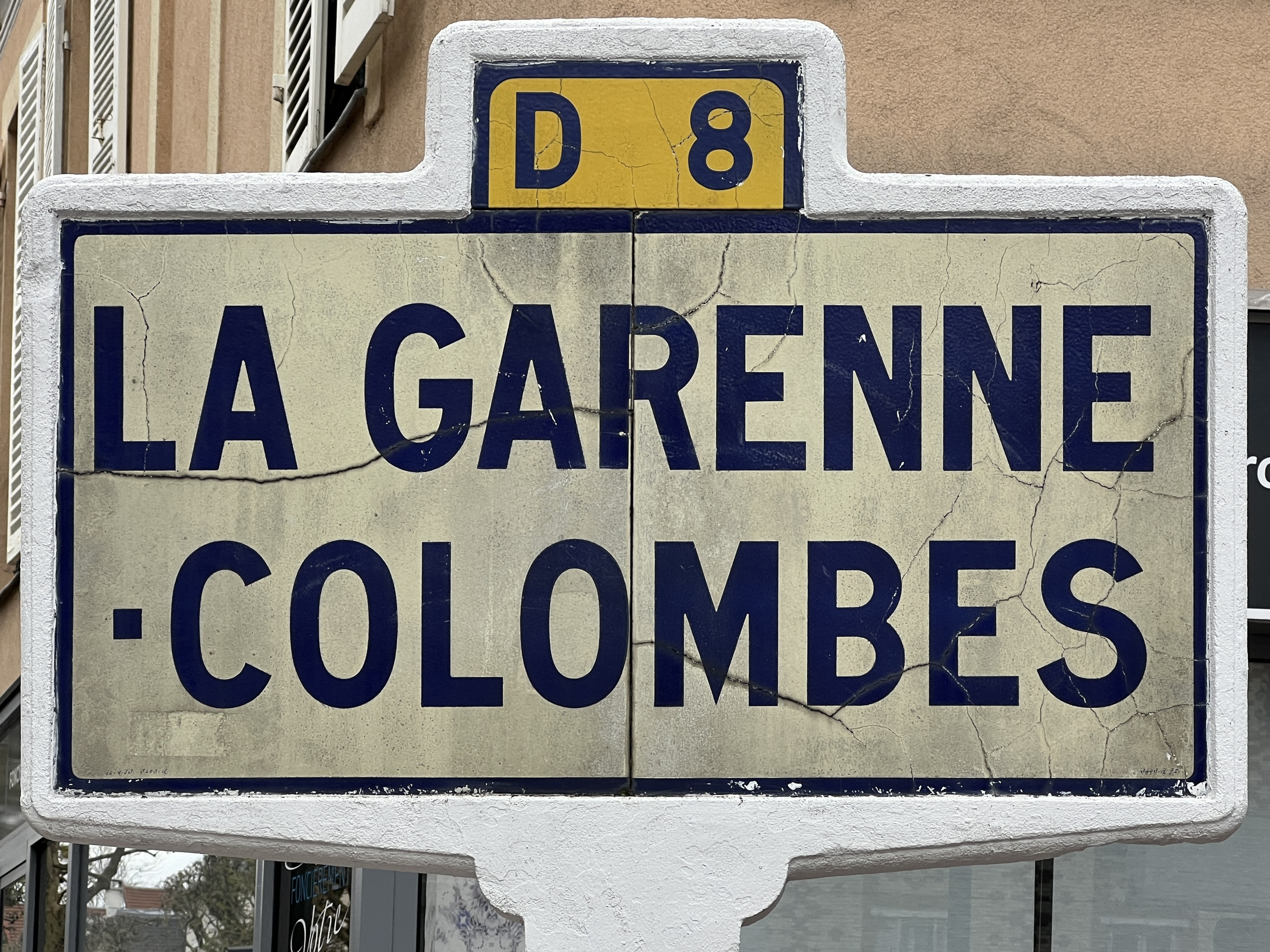
Panneau d'entrée dans la commune au niveau de la rue de l'Aigle.

De la garenne dépendant de Colombes, Garenne de Colombes telle qu'elle apparaît sur les cartes anciennes, a découlé le nom de la commune nouvellement créée au début du XXe siècle, La Garenne-Colombes.
La commune est régulièrement dénommée La Garenne au lieu de La Garenne-Colombes, par la municipalité autant que par les habitants ou ceux qui la connaissent. Certaines plaques de la gare de La Garenne-Colombes annoncent Gare de La Garenne ainsi que certaines dénominations de la RATP. Pendant longtemps la gare de La Garenne-Colombes a porté le nom de La Garenne-Bezons.

## Histoire

### DuVIIeauXVIIIesiècle

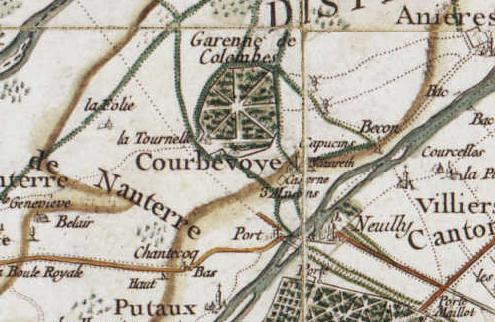
Détail de la carte de Cassini, 1750, où l'on distingue ce qui est aujourd'hui le rond-point du Souvenir-Français.

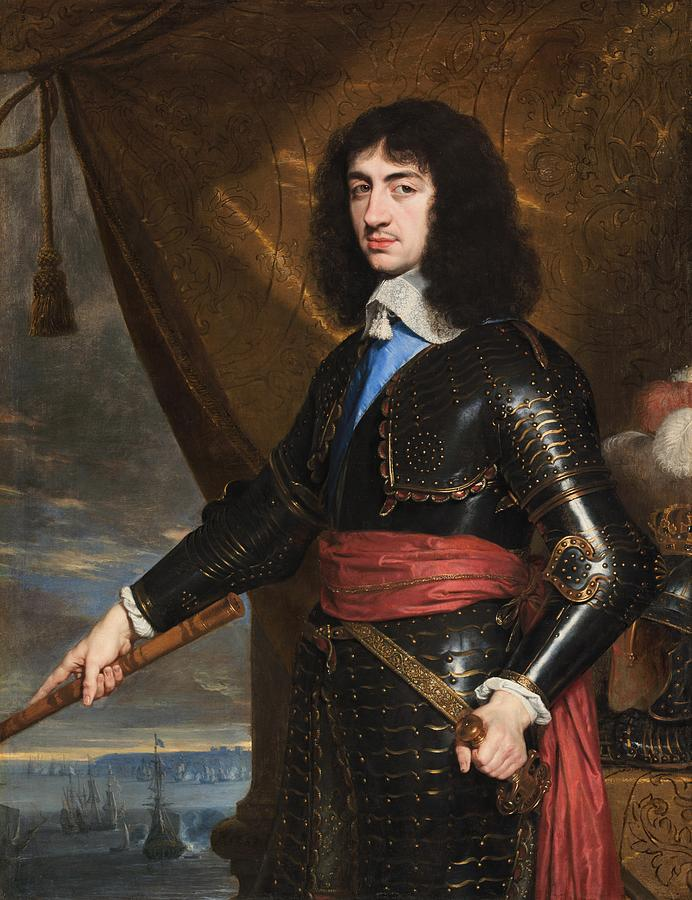
Charles II d'Angleterre s'est un temps réfugié dans le quartier de Charlebourg, lui donnant peut-être son nom.

Dagobert Ier concède ce lieu de chasse boisé à l'abbaye de Saint-Denis au VIIe siècle. Dans un titre de l'abbaye de Saint-Denis de 1222, un chevalier nommé Adam Heugot reconnaît être homme lige de Saint-Denis pour l'atrium de Colombes et Courbevoye entièrement, ce qui pourrait être la Garenne-Colombes. Elle est également citée par le seigneur Bouchard de Marly en tant que « La Garenne dépendant de Colombes » en 1240. Au XIIIe siècle, La Garenne est encore un bois taillis très giboyeux, qui ne comporte aucune habitation autre que « La Tournelle », la demeure du fermier, qui se trouvait dans les environs de la place de Belgique actuelle, du côté de Courbevoie. « La Tournelle » n’est pas sortie de l’histoire de La Garenne puisque c’est le nom du lycée qui se trouve sur la place de Belgique aujourd’hui. Au XVe siècle, une maison de campagne y est bâtie, à l'usage des abbés pendant les saisons de chasse ; ces derniers en font une garenne fermée.
Durant la décennie 1650, lors du protectorat de Cromwell, le futur Charles II, roi d'Angleterre de 1660 à 1685, se réfugie avec sa mère Henriette Marie de France et sa sœur Henriette d'Angleterre, future belle-sœur de Louis XIV, dans un château de l'actuel quartier de la place de Belgique. Ils y vivent dans une gêne telle qu'ils ne peuvent se chauffer l'hiver. Cet épisode serait l'une des explications du nom du quartier Charlebourg. Ce nom représentatif fut choisi, en 1930, comme indicatif téléphonique desservant la commune et celles, voisines, de Bois-Colombes et de Colombes (CHArlebourg, devenu 242). Le central téléphonique s'élève au 72 avenue du Général-de-Gaulle (appelée alors avenue de Lutèce). Aujourd'hui, beaucoup de commerces garennois conservent un numéro d'appel commençant par 01 42 42. L'appellation Charlebourg a aussi été reprise, en 2012, comme nom d'une station du tramway t2.
Jusqu’en 1684, l’abbaye de Saint-Denis exerce ses droits féodaux sur ce lieu, tout comme sur les communes voisines. C’est justement en 1684 que la destinée de La Garenne passe aux mains des dames de Saint-Cyr créées par Madame de Maintenon. En 1707, La Garenne passe aux mains du marquis de Tanlay, qui l’obtient des dames de Saint-Cyr contre une ferme à Cormeilles dans le Vésinet. Par la suite, La Garenne appartiendra à une chanteuse d’opéra, Mlle Manon Pélissier, en 1730, à un futur ministre de Louis XVI, un prince de Monaco, jusque 1791. C’est cette année que La Garenne est classée dans les Biens nationaux, et revient à Jean Benoît de Thévenin, marquis de Tanlay, descendant de l’ancien propriétaire des lieux.
En 1790, le territoire de La Garenne devient territoire de Paris (département), qui prend le nom Seine en 1795.

### LeXIXesiècle: l'urbanisation

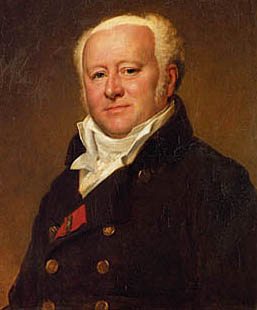
Jean-Nicolas Corvisart, propriétaire des terres de La Garenne de 1806 à 1820.

La Garenne change à nouveau de propriétaire en 1801 avec Hercule de Salis Tagstein, et en 1812 avec le baron Jean-Nicolas Corvisart, premier médecin de l’empereur Napoléon Ier et propriétaire de château des Tournelles de 1806 au 24 avril 1820. La liste continue avec M. et Mlle Rubichon en 1820, qui décident alors d’y fonder un village, mais qui connaissent une faillite qui empêche ce projet d’exister. En 1832, La Garenne passe aux mains du banquier Pierre-Urbain Sartoris, qui meurt en 1833. Ses héritiers relancent le projet de village et créent le « nouveau village de La Garenne », dont l'administration dépend alors de Colombes. La gare (d'abord appelée Colombes puis La Garenne-Bezons) ouvre le 26 août 1837 sur la première ligne française ouverte au trafic des voyageurs, Paris – Saint-Germain. L'inauguration de la ligne se fait notamment en présence de la reine Marie-Amélie.

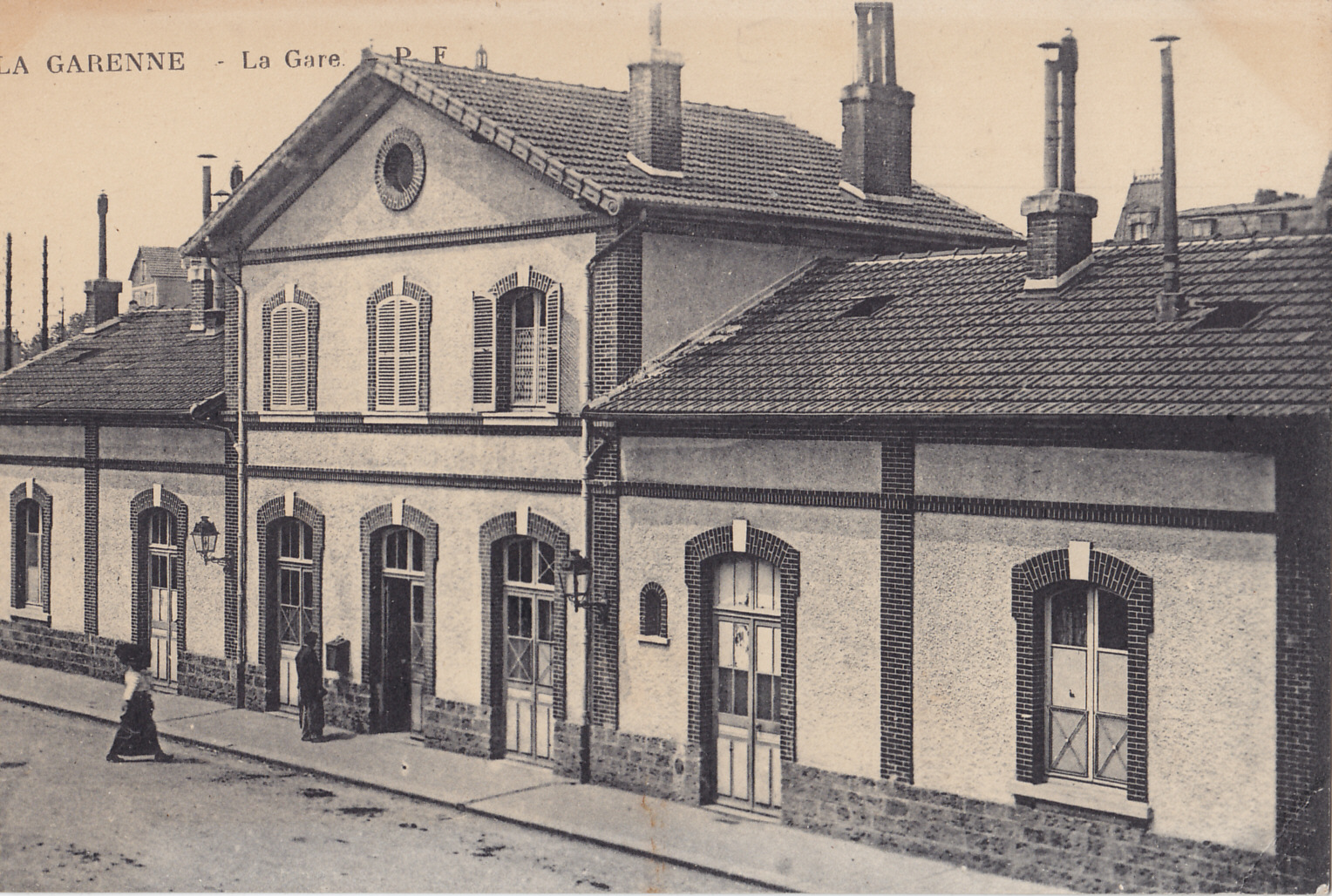
La gare de La Garenne-Colombes, dans les années 1900.

Durant la Restauration, l’urbanisation modifie l’apparence de « bois taillis très giboyeux » d’origine, avec le tracé de voies et places. Les rues bordées d'arbres qui sont une des caractéristiques de ce tracé ont donné naissance à cette expression : « La Garenne, le petit Neuilly », cette expression sera d'ailleurs reprise dans les années 1990 conséquence de l'afflux de nouvelles catégories socio-professionnelles sur le territoire de la commune. Le plan de cette nouvelle propriété communale est remis par les architectes Jean-Baptiste Lafolie et Guerton au maire de Colombes. L’histoire de la Garenne est alors à ses prémices et de fortes revendications séparatistes apparaissent en 1893, combattues par Colombes.
Sur une carte de 1865, le boulevard National apparaît sous le nom route de Paris au Havre, tandis que le boulevard de la République se nomme boulevart Bineau de Charlebourg à Paris. Le nom des rues ne changeait pas quand la rue traversait différentes communes. Ainsi, c'est le même boulevard Bineau que l'on retrouve aujourd'hui à Neuilly-sur-Seine (outre l'orthographe de boulevart), et c'est le nom que portait également l'avenue de Verdun à Courbevoie.

### LeXXesiècle: l'indépendance et la guerre

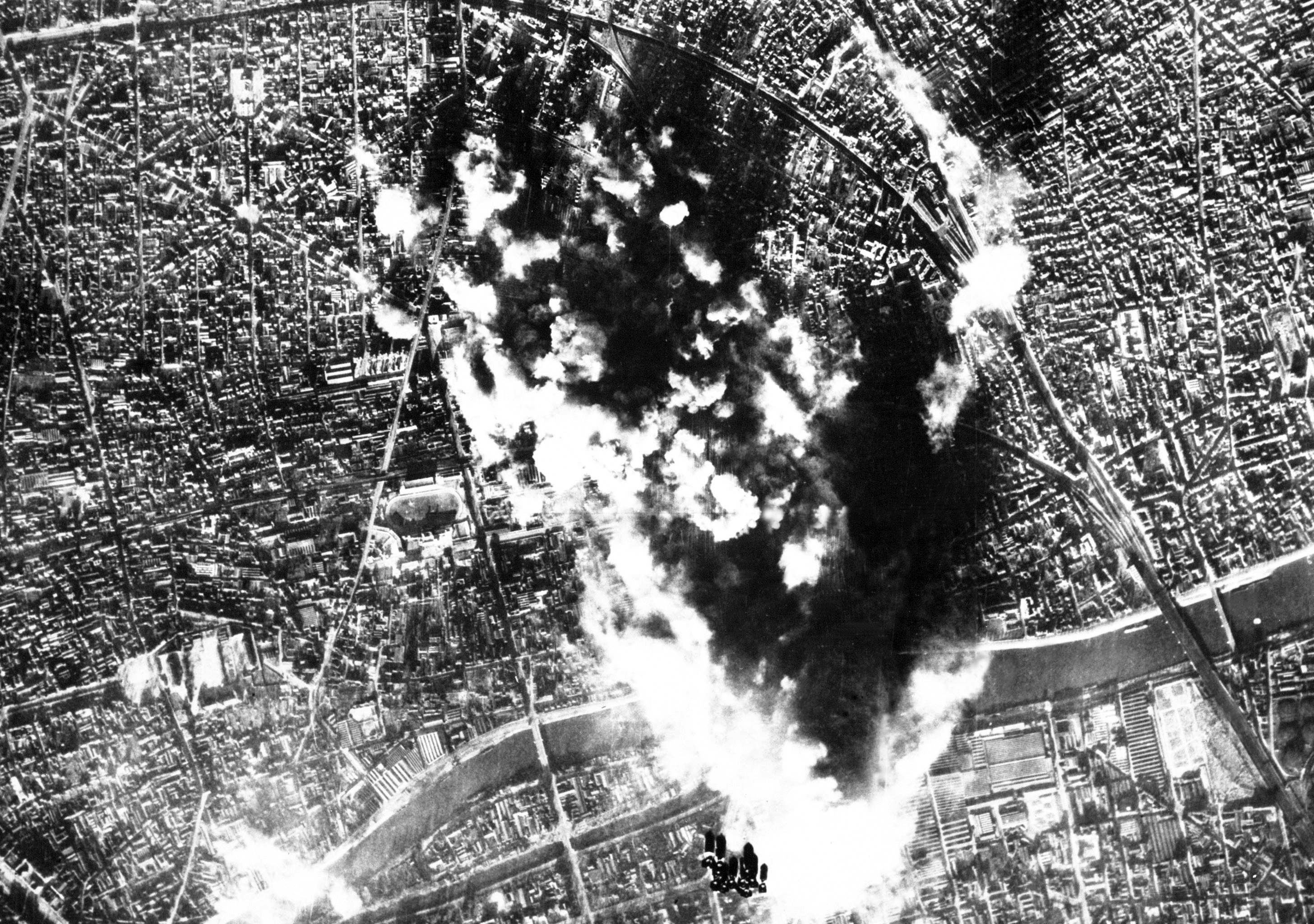
Bombardement du secteur du rond-point de l'Europe visant les usines Hispano-Suiza. Photo du 31 décembre 1943. La Garenne-Colombes se trouve dans le quart supérieur gauche de l'image. On distingue clairement les voies ferrées (Gares de La Garenne et des Vallées), le rond-point du Souvenir Français, la place de Belgique et la place de la Liberté. Une grappe de bombes tout juste larguée est également clairement visible dans le bas de l'image.

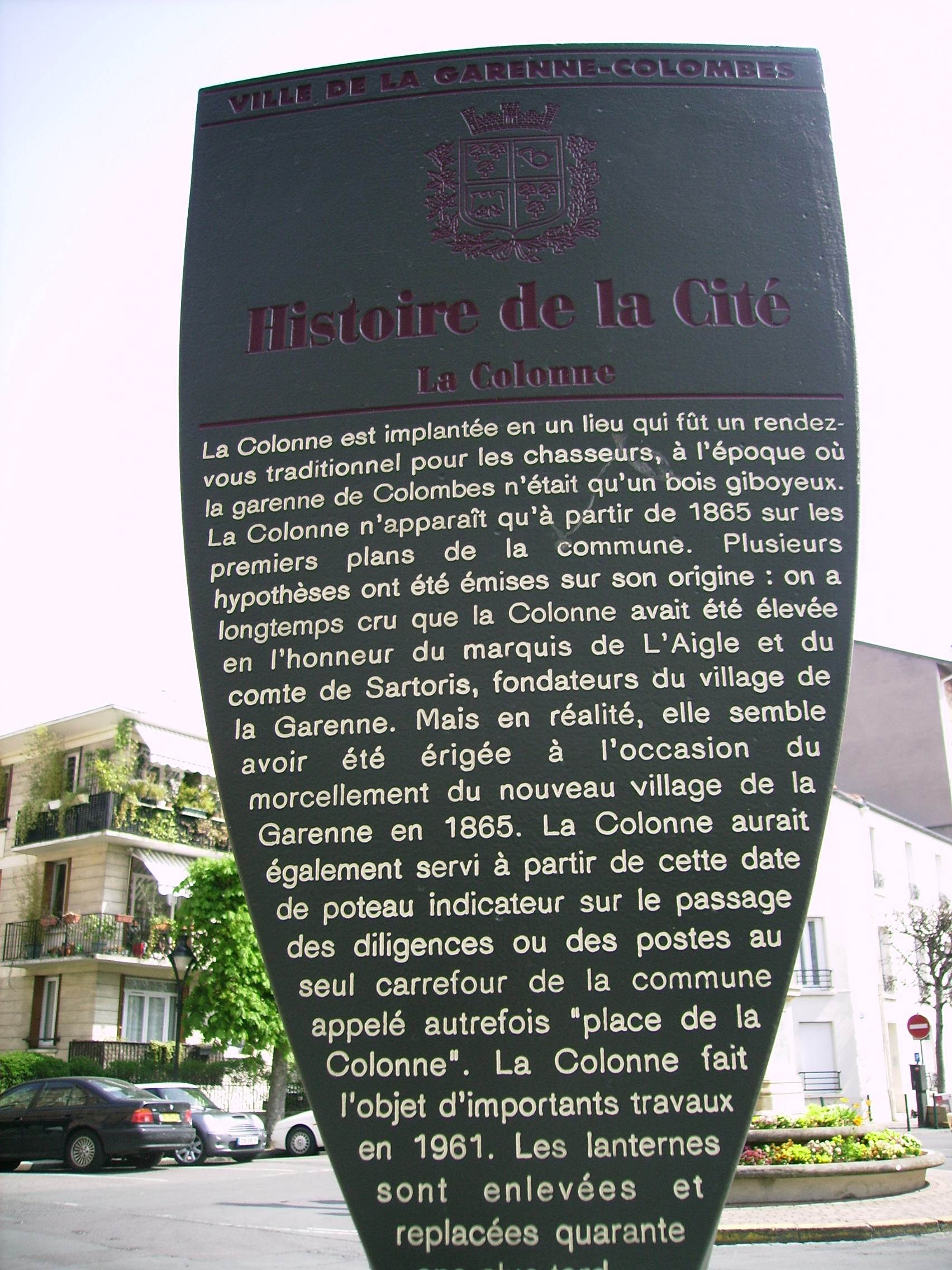
Histoire de la cité.

Les revendications de séparation sont de plus en plus fortes à l’entrée dans le XXe siècle. Elles gagnent le conseil municipal de Colombes et créent une impasse politique qui aboutit nécessairement à la création d’une commune indépendante, La Garenne-Colombes. C’est la loi de séparation du 2 mai 1910 qui officialise la création de la ville. Le 5 juin 1910, Jean Bonal est élu maire de La Garenne-Colombes aux premières élections municipales. La nouvelle équipe dirigeante de La Garenne donne un cadre et une structure à l’identité garennoise, qui existait dans les faits depuis longtemps.
Il est impossible de rejoindre Colombes directement depuis La Garenne sans franchir un fossé de plusieurs mètres de profondeur et de largeur, long de plus de deux kilomètres, matérialisé par les lignes SNCF. Il existe pour cela trois ponts et deux passerelles.
En 1908, l'usine Caséo-Sojaine ouvre à La Garenne-Colombes, où travaillent notamment des Chinois, qui participent à un programme leur permettant de suivre parallèlement des cours de chinois, de français et de matières scientifiques. Deng Xiaoping y a travaillé en 1920.
Le 21 mars 1915, durant la première Guerre mondiale, plusieurs bombes sont lancées à partir d'un ballon dirigeable allemand Zeppelin et explosent aux nos 22, 35bis et 54 rue Auguste-Buisson et au no 127 avenue de Lutèce,.
Dans l'imprimerie du résistant Adrien Thomas à La Garenne-Colombes, pendant la Seconde Guerre mondiale en 1941, Stanislas Pacaud compose et imprime plusieurs numéros des Petites Ailes de France et de Résistance ainsi que de nombreux tracts. Ces publications sont distribuées par le groupe de Maurice Jubert, secrétariat clandestin de Robert Guédon, 176 quai Louis-Blériot dans le 16e arrondissement de Paris. L'un des hommes de liaison entre Adrien Thomas et Louis Durand du groupe Jubert est le docteur André Marsault, arrêté le 28 août 1941 pour avoir stocké une vingtaine de fusils Lebel chez un ami, le docteur Poitevin.
Les numéros 5, 6, 7, 8 et 9 des Petites Ailes de France sont imprimés à La Garenne-Colombes cette année, parfois paraissant sous des noms différents pour des raisons de sécurité. En septembre 1941, la publication est bloquée, faute d’argent. De février à juin 1942, la plupart des militants sont interpellés par la Geheime Feldpolizei, dont le chef pour Paris se tient à l'hôtel Lutetia à Saint-Germain-des-Prés.
La ville connaît quatre épisodes de bombardement entre le 30 mai et le 31 décembre 1943, qui entraînent la mort d'environ 152 personnes, la destruction parfois d'immeubles entiers, et font près de 439 blessés.

## Politique et administration

### Rattachements administratifs et électoraux
La Garenne-Colombes fait partie de la troisième circonscription législative des Hauts-de-Seine. Cette dernière comprend l'intégralité de Courbevoie, de Bois-Colombes et de La Garenne-Colombes.
Les habitants de cette circonscription sont sous-représentés, la circonscription comprenant en 1999 117 646 habitants, contre 105 600 habitants en moyenne dans les circonscriptions législatives françaises.
La commune constituait historiquement le canton de La Garenne-Colombes. Dans le cadre du redécoupage cantonal de 2014 en France, la commune fait désormais partie du canton de Colombes-2.

### Intercommunalité
La ville n'était membre d'aucune intercommunalité à fiscalité propre jusqu'en 2016.
Dans le cadre de la mise en œuvre de la volonté gouvernementale de favoriser le développement du centre de l'agglomération parisienne comme pôle mondial est créée, le 1er janvier 2016, la métropole du Grand Paris (MGP), dont la commune est membre.
La loi portant nouvelle organisation territoriale de la République du 7 août 2015 prévoit également la création de nouvelles structures administratives regroupant les communes membres de la métropole, constituées d'ensembles de plus de 300 000 habitants, et dotées de nombreuses compétences, les établissements publics territoriaux (EPT).
La commune a donc également été intégrée le 1er janvier 2016 à l'établissement public territorial Paris Ouest La Défense.

### Tendances politiques et résultats
Lors du premier tour des élections municipales de 2014 dans les Hauts-de-Seine, la liste UMP menée par le maire sortant Philippe Juvin obtient la majorité absolue des suffrages exprimés, avec 7 314 voix (71,36 %, 30 conseillers municipaux élus), devançant très largement les listes menées respectivement par :
- Christophe Conway (SE, 1 198 voix, 11,68 %, 2 conseillers municipaux élus) ;
- Nordine Ranji (PS, 1 155 voix, 11,26 %, 2 conseillers municipaux élus) ;
- Adélaïde Naturel (FG, 582 voix, 5,67 %, 1 conseiller municipal élu).

Lors de ce scrutin, 41,96 % des électeurs se sont abstenus.
Lors du premier tour des élections municipales de 2020 dans les Hauts-de-Seine, la liste LR menée par le maire sortant Philippe Juvin obtient la majorité absolue des suffrages exprimés, avec 6 136 voix (75,98 %, 31 conseillers municipaux élus dont 1 à la métropole du Grand Paris), devançant très largement les listes menées respectivement par : 

- Alexandre Faraut (LREM-MoDem-GE, 1 058 voix, 13,10 %, 2 conseillers municipaux élus) ;

- Anne-Gaëlle Courty-Ahmed (PS-G.s-PCF-E!-LFI-EÉLV-PP, 881 voix, 10,91 %, 2 conseillers municipaux élus).

Lors de ce scrutin marqué par la Pandémie de Covid-19 en France, 57,25 % des électeurs se sont abstenus.

### Liste des maires
| Période        | Période                      | Identité          | Étiquette         | Qualité |
| -------------- | ---------------------------- | ----------------- | ----------------- | --- |
| juin 1910      | décembre 1933                | Jean Bonal        | Modéré            | Négociant en vins Conseiller général de Colombes (1919 → 1933) Officier de la Légion d'honneur Décédé en fonction |
| janvier 1934   | novembre 1943                | Charles Jubert    |                   | Médecin |
| avril 1944     | octobre 1944                 | Maurice Godaux    |                   | Ancien adjoint au maire Maire désigné |
| octobre 1944   | mai 1945                     | André Crimet      | SFIO              | Employé et syndicaliste, résistant Libération-Nord Maire désigné |
| mai 1945       | octobre 1947                 | Gaston Sourisseau | PCF               | Chaudronnier |
| octobre 1947   | février 1955                 | Louis Jean        |                   | |
| mars 1955      | septembre 1971               | René Guest        | RI puis Mod.      | Chevalier de la Légion d'honneur |
| septembre 1971 | février 1975                 | Albert Fabbi      | UDR               | Conseiller général de La Garenne-Colombes (1967 → 1973) |
| février 1975   | mars 2001                    | Max Catrin        | CNI               | Médecin oto-rhino-laryngologiste Conseiller général de La Garenne-Colombes (1961 → 1967 et 1985 → 2004) Élu à la suite d'une élection municipale partielle |
| mars 2001      | juillet 2022                 | Philippe Juvin    | RPR puis UMP → LR | Médecin urgentiste, chef des urgences de l’hôpital européen Georges-Pompidou Conseiller général de La Garenne-Colombes (2004 → 2010) Député européen (2009 → 2019) Administrateur de l’ÉPADESA[Quand ?] Vice-président de l'EPT Paris Ouest La Défense (2016 →) Conseiller régional d'Île-de-France (2021 → ) Député des Hauts-de-Seine (3e circ) (2022 → ) Démissionnaire à la suite de son élection comme député |
| juillet 2022   | En cours (au 9 juillet 2022) | Monique Raimbault | LR                | Diplômée en droit |

### Jumelages et partenariats
Au 26 février 2013, La Garenne-Colombes est jumelée avec :
- Wangen im Allgäu (Allemagne) depuis 1980.

La mairie est également partenaire des villes suivantes hors de France :
- Valpaços (Portugal) depuis 2004,
- Yoqneam (Israël) depuis 2006,
- Clarksville (Indiana) (États-Unis) depuis 2008 (partenariat terminé en 2017)
- Daroun-Harissa (Liban) depuis 2011.

## Équipements et services publics

### Enseignement
La Garenne-Colombes est située dans l'académie de Versailles, dans le bassin de Neuilly-sur-Seine, qui contient également Bois-Colombes, Colombes, Courbevoie, Levallois-Perret et Neuilly-sur-Seine.

#### Établissements scolaires

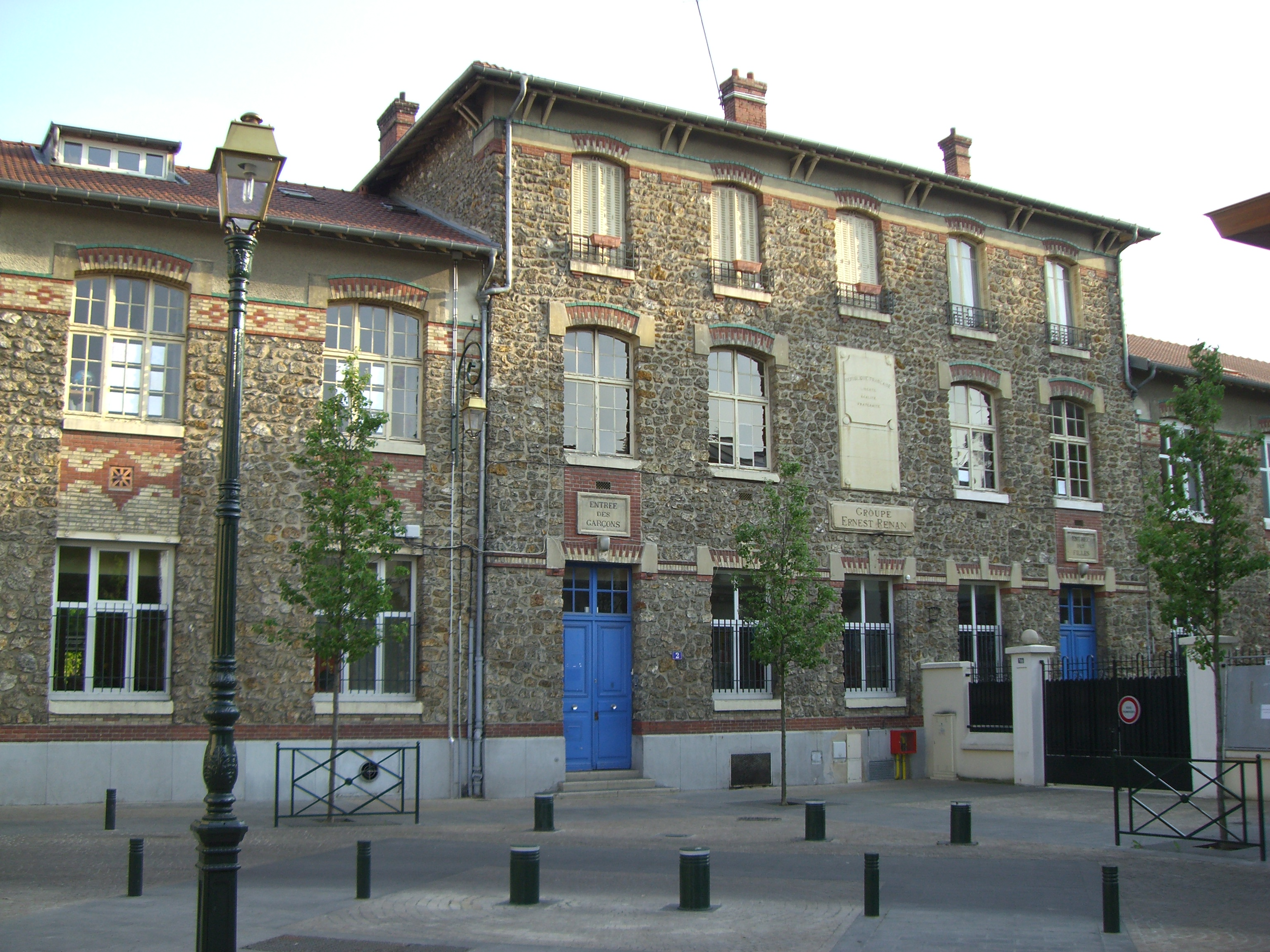
École Ernest-Renan, place Yeo-Thomas.

La ville administre quatre écoles maternelles et cinq écoles élémentaires communales : école René-Guest, école Jean-Jerphanion (première rentrée en 2009), école André-Marsault, école Ernest-Renan (ouverte en 1905), école Sagot-Voltaire. La commune abrite aussi l'école privée sous contrat Sainte-Geneviève.
Remarque : Jean Jerphanion est le personnage central du roman de Jules Romain, Les Hommes de Bonne volonté.
Le département gère deux collèges et la région Île-de-France un lycée :
- le collège Les Vallées - du nom du quartier dans lequel il se situe ;
- le collège des Champs-Philippe - du nom du quartier dans lequel il se situe, construit selon les normes HQE, première rentrée en 2009. Initialement baptisé Kléber-Haedens, ce nom a été finalement rejeté par le conseil général des Hauts-de-Seine le 6 juillet 2009 en raison du passé collaborationniste et royaliste de l'écrivain ;
- le lycée professionnel La Tournelle.

La ville est propriétaire du château Foucher de Careil, ou château de Caumont à Houlgate en Normandie où elle envoie les élèves de classes élémentaires en colonies de vacances.

### Santé
La commune comprend deux cliniques :
- la clinique Lambert, accessible depuis le boulevard de la République et depuis l'avenue Foch. La clinique opère en chirurgie, médecine, maternité, dialyse, et comprend un centre de cancérologie.
- la clinique Villa Marie Louise, située rue Jean-Bonal. Cet établissement est une clinique de soins de suites polyvalents et gériatriques.

### Équipements sportifs
Le stade Nelson-Mandela donne sur l'avenue de Verdun.
La piscine municipale jouxte plusieurs courts de tennis ainsi qu'une salle d'escrime et de musculation.
Les collèges comprennent des gymnases.
Le stade Marcel-Payen près du collège des Champs-Philippe comprend un skate park, un city stade, des murs d'escalade, des salles de squash, un stand de tir et des courts fermés de tennis.
Le foyer des Arts et Loisirs, avenue Foch, comprend plusieurs salles de danse.

#### Équipements culturels
La ville a inauguré le samedi 10 décembre 2011, une nouvelle médiathèque conçue par l’atelier d'architecture Richard & Schoeller, comprenant outre la médiathèque, un auditorium et une salle d'exposition. La façade donnant sur la place de La Liberté est entièrement recouverte d'écailles de verre sérigraphiée. Le début de la construction de la médiathèque avait été retardée de plusieurs mois à la suite d'une décision du tribunal administratif qui avait jugé illégal le fait que ce bâtiment public ait été conçu sans place de stationnement ce qui était non conforme au PLU (plan local d'urbanisme) en vigueur à l'époque.

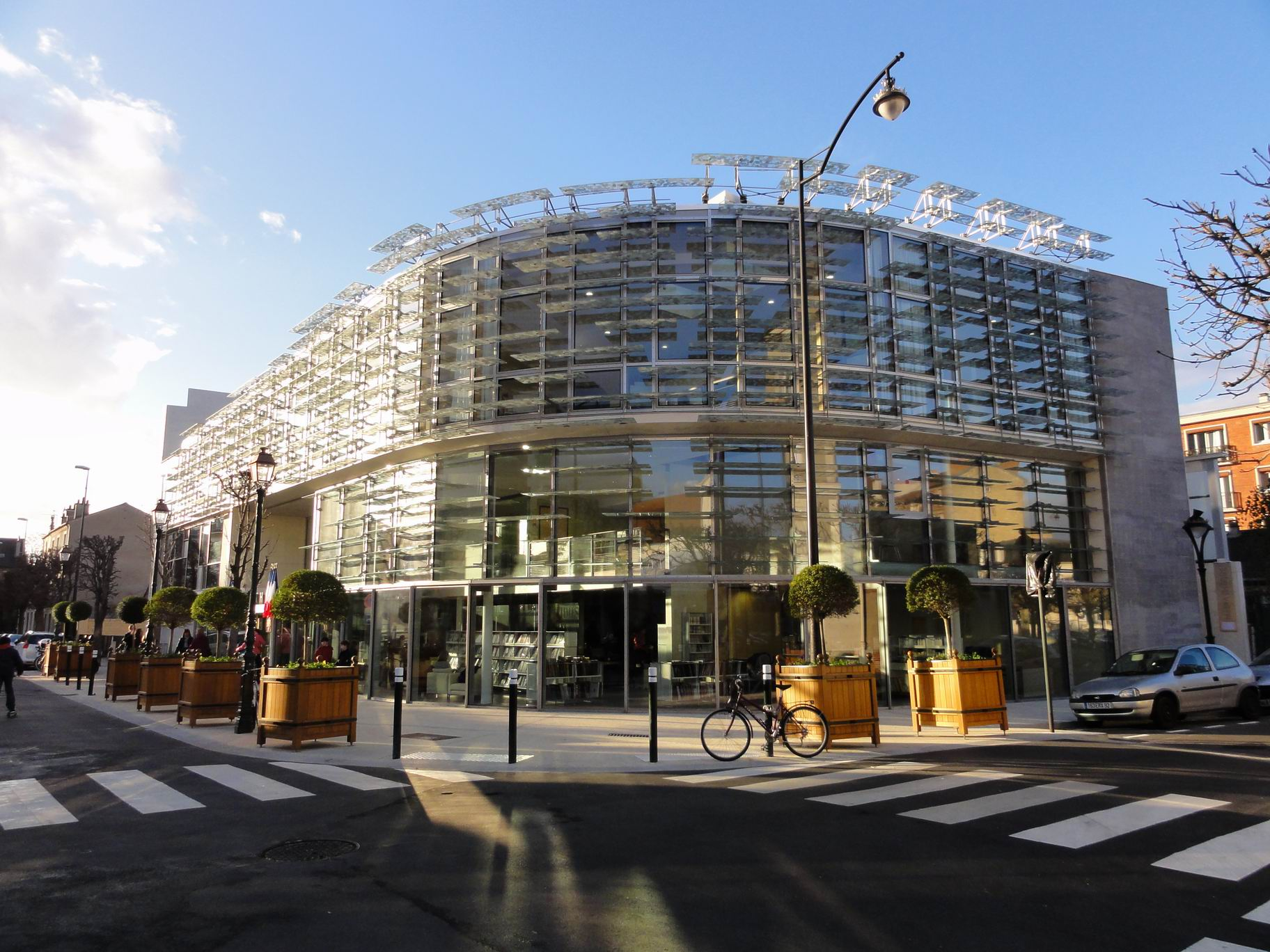
La médiathèque.
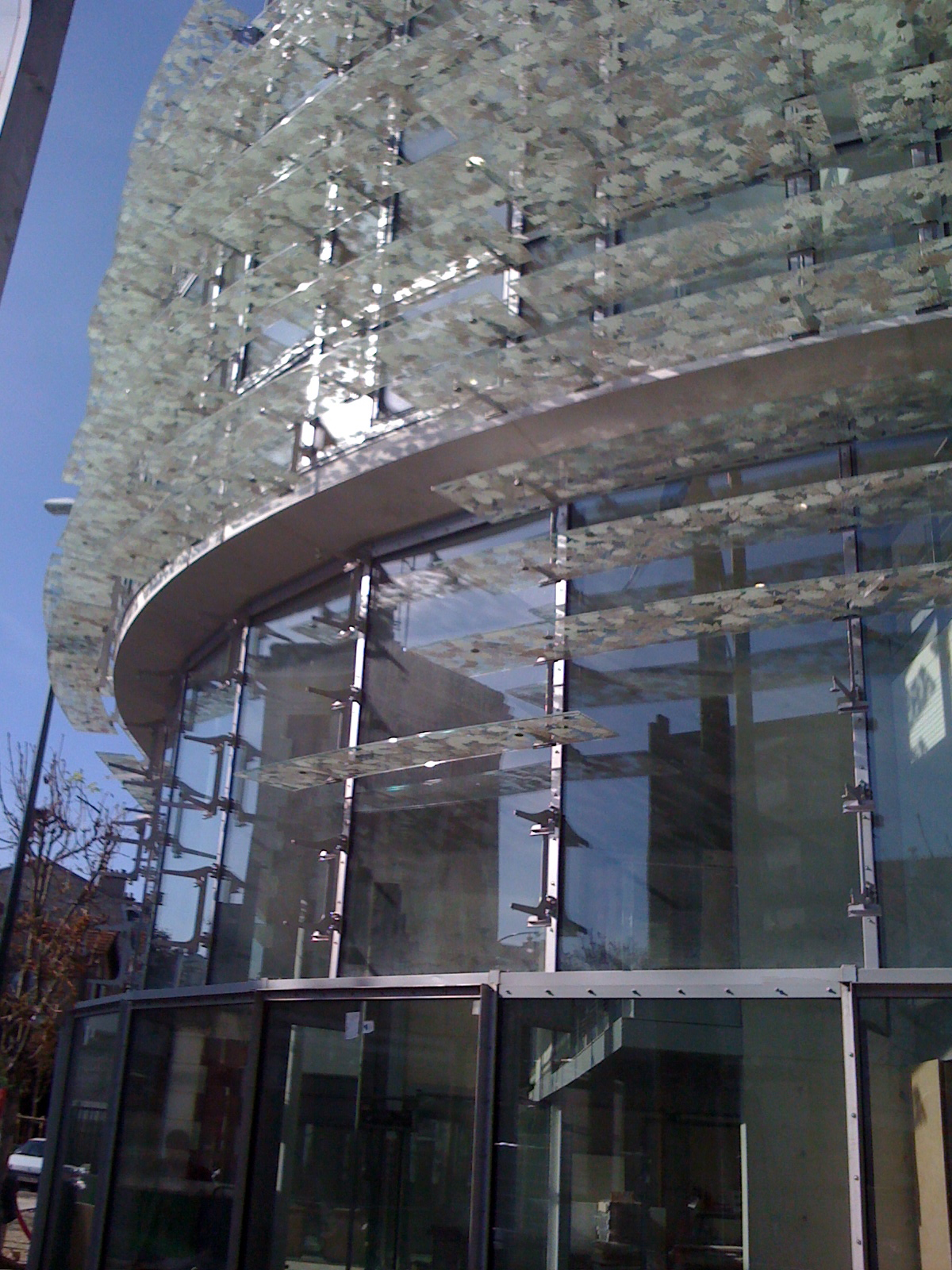
La médiathèque (la nouvelle bibliothèque).

## Population et société

### Démographie

#### Évolution démographique
L'évolution du nombre d'habitants est connue à travers les recensements de la population effectués dans la commune depuis 1911. Pour les communes de plus de 10 000 habitants les recensements ont lieu chaque année à la suite d'une enquête par sondage auprès d'un échantillon d'adresses représentant 8 % de leurs logements, contrairement aux autres communes qui ont un recensement réel tous les cinq ans,.

En 2022, la commune comptait 29 828 habitants, en évolution de +1,98 % par rapport à 2016 (Hauts-de-Seine : +2,75 %, France hors Mayotte : +2,11 %).
| 1911   | 1921   | 1926   | 1931   | 1936   | 1946   | 1954   | 1962   | 1968   |
| ------ | ------ | ------ | ------ | ------ | ------ | ------ | ------ | ------ |
| 14 534 | 18 512 | 20 545 | 23 167 | 24 734 | 24 080 | 26 753 | 27 341 | 26 562 |

| 1975   | 1982   | 1990   | 1999   | 2006   | 2011   | 2016   | 2021   | 2022   |
| ------ | ------ | ------ | ------ | ------ | ------ | ------ | ------ | ------ |
| 24 038 | 20 990 | 21 754 | 24 067 | 27 188 | 28 297 | 29 248 | 29 932 | 29 828 |

#### Pyramide des âges
En 2018, le taux de personnes d'un âge inférieur à 30 ans s'élève à 38,1 %, soit en dessous de la moyenne départementale (38,4 %). De même, le taux de personnes d'âge supérieur à 60 ans est de 18,3 % la même année, alors qu'il est de 20,0 % au niveau départemental.
En 2018, la commune comptait 13 962 hommes pour 15 468 femmes, soit un taux de 52,56 % de femmes, légèrement supérieur au taux départemental (52,41 %).
Les pyramides des âges de la commune et du département s'établissent comme suit.
| Hommes | Classe d’âge | Femmes |
| ------ | ------------ | ------ |
| 0,5    | 90 ou +      | 1,2    |
| 4,2    | 75-89 ans    | 7,0    |
| 10,9   | 60-74 ans    | 12,7   |
| 19,1   | 45-59 ans    | 19,7   |
| 25,0   | 30-44 ans    | 23,4   |
| 19,3   | 15-29 ans    | 19,1   |
| 21,1   | 0-14 ans     | 17,0   |

| Hommes | Classe d’âge | Femmes |
| ------ | ------------ | ------ |
| 0,6    | 90 ou +      | 1,6    |
| 5,2    | 75-89 ans    | 7,2    |
| 12,1   | 60-74 ans    | 13,5   |
| 19,3   | 45-59 ans    | 19,4   |
| 22,6   | 30-44 ans    | 21,9   |
| 20,2   | 15-29 ans    | 18,9   |
| 19,9   | 0-14 ans     | 17,4   |

Le territoire de la commune étant intégralement bâti, la population ne peut croître significativement que par la destruction de bâtiments suivie de la construction d'habitats. Ainsi, la population après le nouvel aménagement du quartier des Champs-Philippe pourrait dépasser les 30 000 habitants, pour une densité de près de 17 000 habitants au kilomètre carré.
D'après l'Insee, La Garenne-Colombes est la deuxième ville des Hauts-de-Seine où la population croît le plus vite depuis 1999, après Issy-les-Moulineaux, et la troisième ex æquo des 126 communes de la petite couronne.
Malgré cet accroissement nouveau de population, inédit dans l'histoire de ce quartier des Hauts-de-Seine (voir le tableau d'évolution de la population ci-dessus) déjà entièrement bâti lors son indépendance vis-à-vis de Colombes, La Garenne tente de conserver son atmosphère de « petite » ville avec des immeubles bas (quatre ou cinq étages) et un « bétonnage » faible.

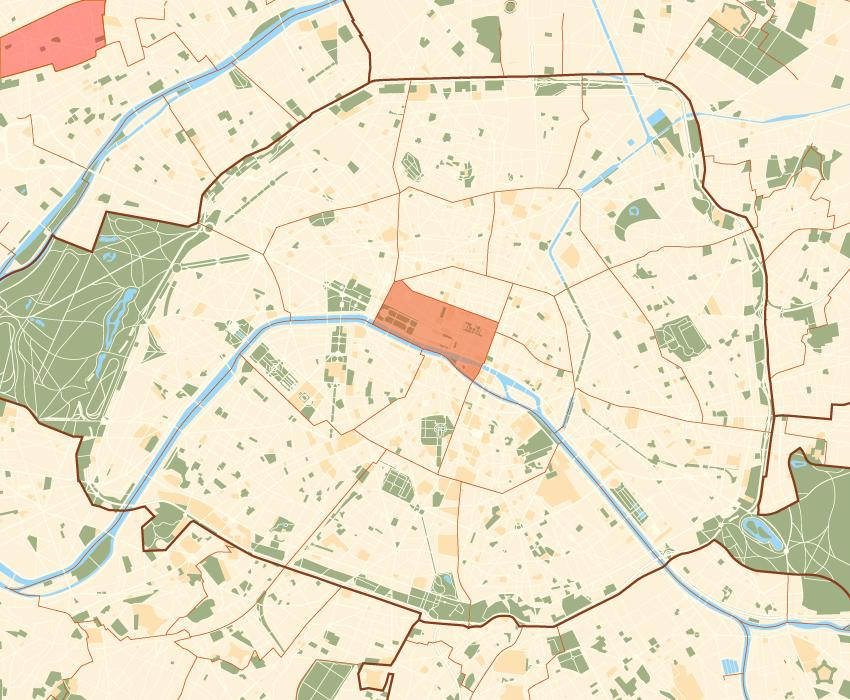
Les superficies de La Garenne-Colombes et du 1er arrondissement de Paris sont comparables.

Au regard des statistiques concernant la composition des ménages, les revenus ou encore les catégories professionnelles, La Garenne est très similaire à la ville de Courbevoie, c'est-à-dire tout à fait dans la moyenne des Hauts-de-Seine[réf. nécessaire].

### Manifestations culturelles et festivités
- « La fête de La Garenne » : elle dure trois jours, généralement au mois de juin. Sont organisées des manifestations sportives et culturelles, du vendredi au dimanche. Il se tient également une brocante et un vide-greniers le samedi et le dimanche. Une course cycliste est organisée.
- Forum des associations. Il a lieu le premier dimanche de septembre. Présence de toutes les associations de La Garenne-Colombes (liste sur le site Internet de la ville). Brocante sur la place de la Liberté (marché, église). Pour l'année 2005, démonstration d'une désincarcération de véhicule par les pompiers, simulation de tonneaux, initiations aux premiers secours par la Croix-Rouge française... Course cycliste.
- Téléthon. Tous les ans, la ville de La Garenne-Colombes se mobilise pour récolter de l'argent en faveur du Téléthon. Activités sportives, culturelles...
- D'autres associations indépendantes de la municipalité proposent des animations comme ART3C qui organise chaque année depuis 2003 « Le Printemps des poètes »[53].

### Sports

#### Le football club de La Garenne
L'AFGC, Association Football de La Garenne-Colombes, a été créée en 1906 alors même que La Garenne-Colombes dépendait encore de sa voisine Colombes, démontrant encore ses volontés d'indépendances.
Son ancien nom, sous le même sigle, était l'Association Fraternelle de La Garenne-Colombes, de sa création jusqu'en 1972.
Le club compte plus de 600 licenciés et une école de foot de 350 joueurs[Quand ?].
Cédric Mongongu, aujourd'hui footballeur international, a fait ses débuts à La Garenne-Colombes.

#### Autres sports
En 2022, un club de rugby à XIII se créé dans la commune : il s'agit de l' « ASCO Rugby League XIII ».
Il s'agit principalement d'une école de rugby.

### Médias
Les Éditions de l'Espace Européen se situent à La Garenne-Colombes.
Les rédactions de La Centrale et J'annonce (journal d'annonces gratuites) se situent avenue du Général-de-Gaulle. Les bureaux comprennent ceux du site web Caradisiac qui dépend de La Centrale.
SIP Animation est installé au rond-point de l'Europe.
L'ONG de solidarité internationale Première Urgence est basée rue Georges, à l'angle avec la rue du Château.

### Cultes

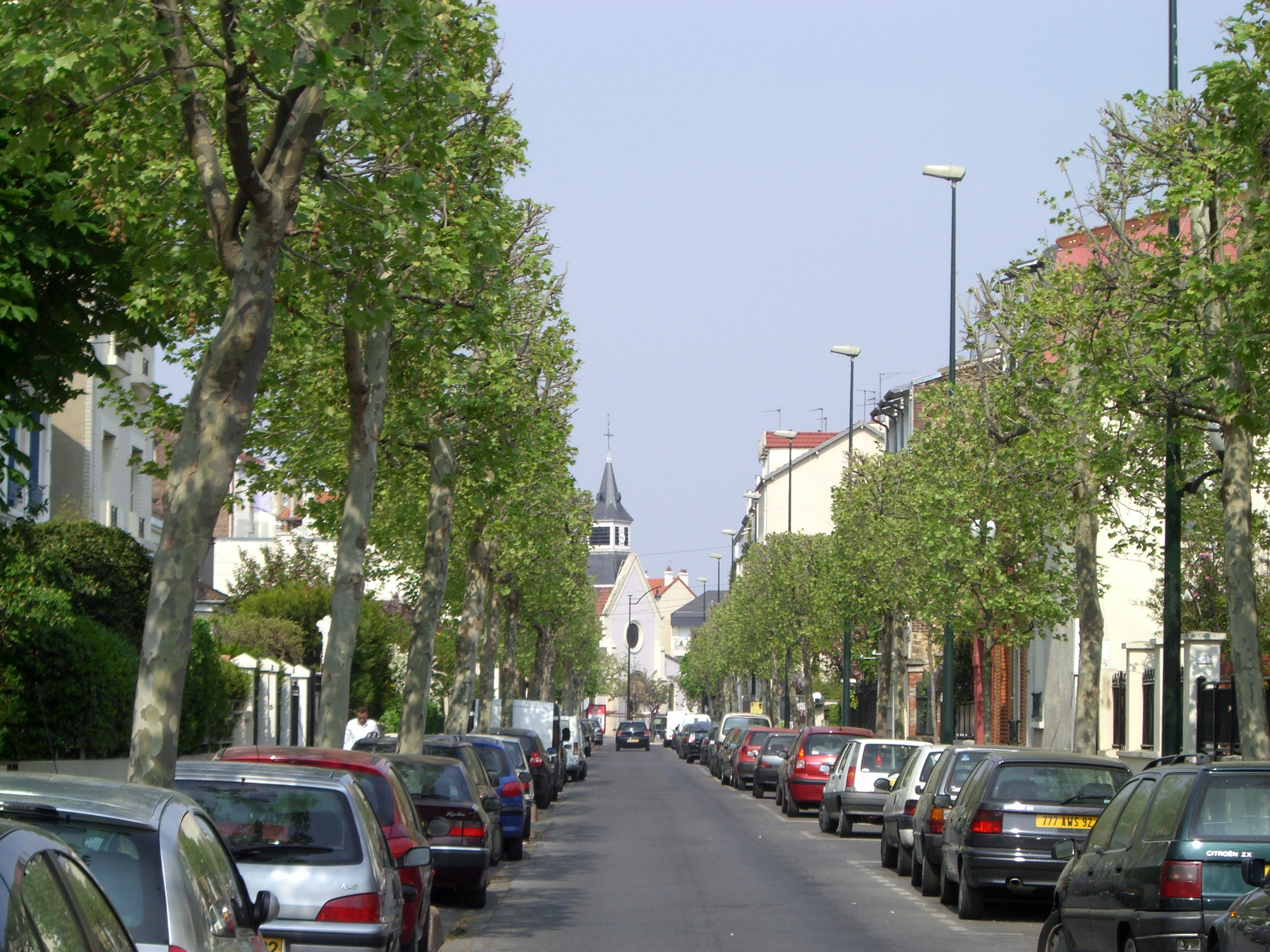
L'église Saint-Urbain depuis la rue Gabriel-Péri.

Les habitants de La Garenne-Colombes disposent de lieux de culte catholique et protestant.

#### Culte catholique
Depuis janvier 2010, la commune de La Garenne-Colombes fait partie du doyenné des Trois Colombes, l'un des neuf doyennés du diocèse de Nanterre.
Au sein de ce doyenné, les deux lieux de culte catholique sont l'église Saint-Urbain et l'église Saint-André-Sainte-Hélène qui relèvent de la paroisse de La Garenne-Colombes.

#### Culte protestant
L'Église protestante évangélique de La Garenne-Colombes a vu le jour en septembre 2008. Elle fait partie de l'Association évangélique d'Églises baptistes de langue française (AEEBLF) et du Conseil national des évangéliques de France (le CNEF).

## Économie

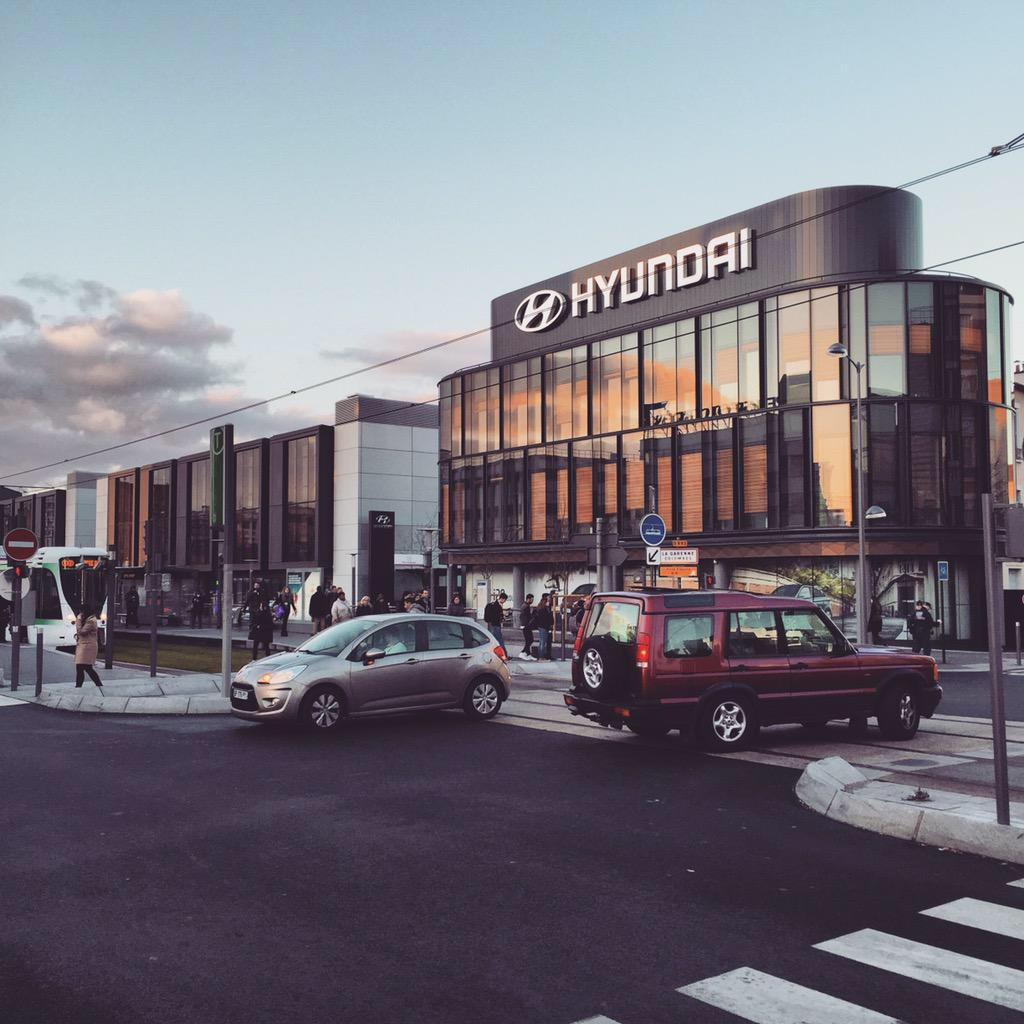
Siège français de Hyundai et show-room de la marque, face au centre de recherche PSA et à la station Les Fauvelles du tramway T2.

Depuis 2010, le quart ouest de La Garenne-Colombes est sur le périmètre d'intervention de l'établissement public d'aménagement de la Défense Seine Arche.
Anciennement, La Garenne-Colombes comptait de multiples ateliers, selon la tradition industrielle du département ; mais La Garenne-Colombes a perdu tout caractère industriel et elle compte près de 1 200 entreprises et commerces disséminés dans toute la ville, parfois invisibles car au rez-de chaussée d'immeubles d'habitation ou dans des pavillons.

### Un passé industriel
Le siège de Peugeot fut un temps à La Garenne-Colombes, sur des terrains qui abritent ensuite le Bureau d'étude et de recherche de PSA. Ce dernier ferme en 2018.
De 1906 à 1909, le constructeur automobile Eureka était installé à La Garenne-Colombes (dépendant alors de Colombes).
Le constructeur automobile Voiturettes Automobiles S.A., installée à Courbevoie puis à La Garenne-Colombes y produisait la voiture A.S.

### Le secteur tertiaire

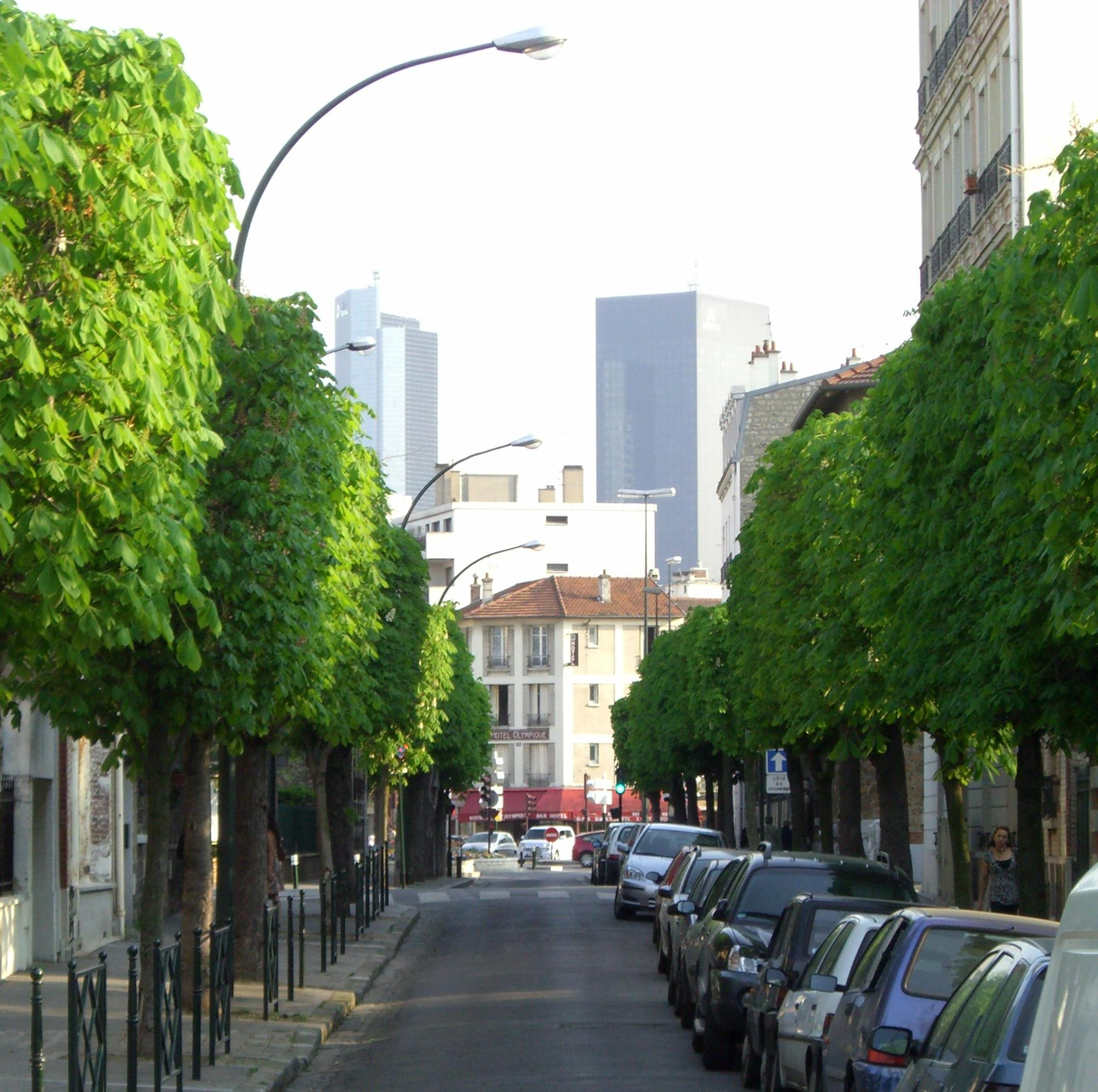
Avenue Conte, entre la gare de La Garenne et la place de Belgique (troisième plan : tour Total et tour Areva).

Le secteur tertiaire est prépondérant dans l'économie de La Garenne-Colombes. La proximité de La Défense augmente ce phénomène. L'on trouve notamment :
- industrie : Total Energie Gaz[14] (Tegaz, siège, filiale de Total), Hyundai France[14] (siège France), Bayer[59] (bureaux parisiens), les services d'ingénierie de Technip, Automotive EEDS Systems, CECA, Boston Scientific International
- édition : Éditions de l'Espace Européen, J'annonce (journal d'annonces gratuites), bureaux du magazine CB News (Communication & Business News)
- site web : Caradisiac (dépend de La Centrale[60])
- audiovisuel : SIS (fabrication des bandes son et mixage des films)
- informatique : Avanquest Software (siège monde)

Le Bureau d'étude et de recherche de PSA qui comptait[Quand ?] 3 500 salariés + 500 à 800 prestataires extérieurs, ouverture en 1919 ; siège social de Peugeot dans les années 1930. Fermeture en 2018.
Le centre RATP de Charlebourg est également à La Garenne-Colombes depuis la fin du XIXe siècle.
Au cinéma Le Voltaire de La Garenne-Colombes, détruit en 2001, ont été enregistrées de nombreuses émissions de La Dernière Séance diffusées sur France 3 et présentée par Eddy Mitchell. Ce cinéma était le dernier de la ville qui avait vu dans les années 1960/70 détruire le Rond-Point, le Casino et le Palace Garennois.

### Une activité en croissance

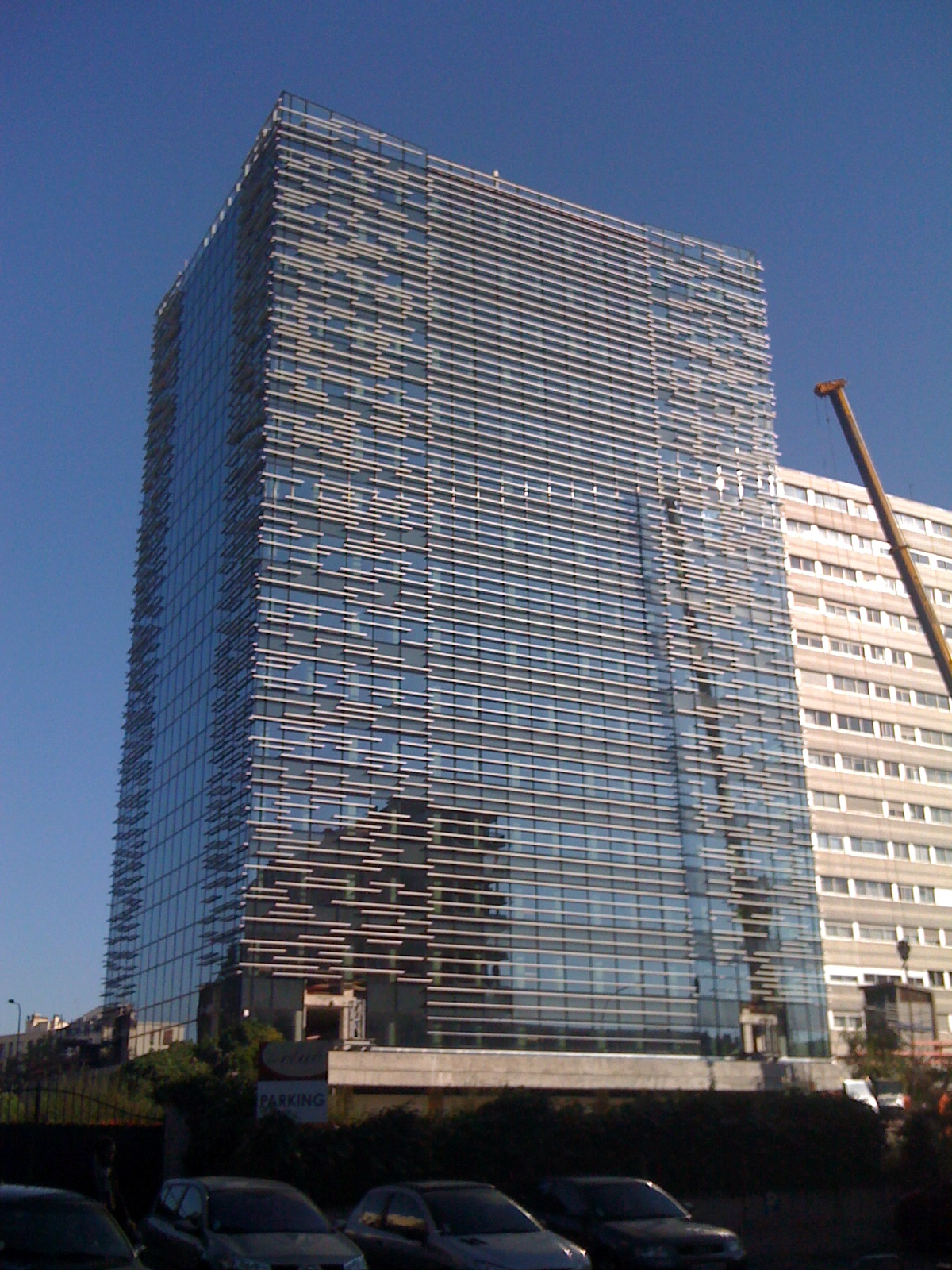
Tour Nova, boulevard National.

Le réaménagement de la place de Belgique et du boulevard National (anciennement avenue de La Défense) ont apporté une nouvelle dynamique économique, avec le passage du tramway   et la construction ou la réhabilitation d'immeubles de bureaux et d'habitation, qui accueillent une filiale de Total, le siège français de Hyundai et les bureaux parisiens de Bayer.
Dans le quartier des Champs-Philippe, à proximité de la station Charlebourg du tramway, des commerces, des bureaux et des locaux artisanaux ont été créés ainsi qu'un nouveau marché.

### Revenus de la population et fiscalité
En 2010, le revenu fiscal médian par ménage est de 38 305 €, ce qui place La Garenne-Colombes au 3 524e rang parmi les 31 525 communes de plus de 39 ménages en métropole.

## Culture locale et patrimoine

### Lieux et monuments
La commune comprend de nombreux monuments répertoriés à l'inventaire général du patrimoine culturel de la France.
- Le bâtiment de l'ancienne bibliothèque municipale, un hôtel Second Empire
- Le marché du Centre (halle inaugurée en 1879) mercredi et samedi matins
- Le marché des Vallées (halle fermée inaugurée en 1964) mardi, vendredi et dimanche matins
- Le marché des Champs-Philippe le jeudi entre 15 h et 20 h
- L'église Saint-Urbain, construite entre 1866 et 1875 :

L'église Saint-Urbain est notamment ornée de trois vitraux de 1902 et 1912, réalisés par les ateliers de Charles Lorin à Chartres et répertoriés dans l'inventaire général du patrimoine culturel, représentant saint Louis, saint Jean-Baptiste, saint Michel et saint Aubert (baies 5, 6 et 8)
- Le Mastaba 1[66], œuvre de Jean-Pierre Raynaud, conçue en 1986 près du lieu où a été enseveli son père lors de la Seconde Guerre mondiale[67]. Le lieu a été acheté par la ville en 2006. Il est ouvert au public depuis septembre 2009 de 14 heures à 18 heures uniquement le week-end
- La Colonne, érigée en 1865
- National motos (sur le boulevard National), vainqueurs des 24 Heures du Mans 2006 (Team Honda)
- La médiathèque municipale
- Le cimetière de La Garenne-Colombes.

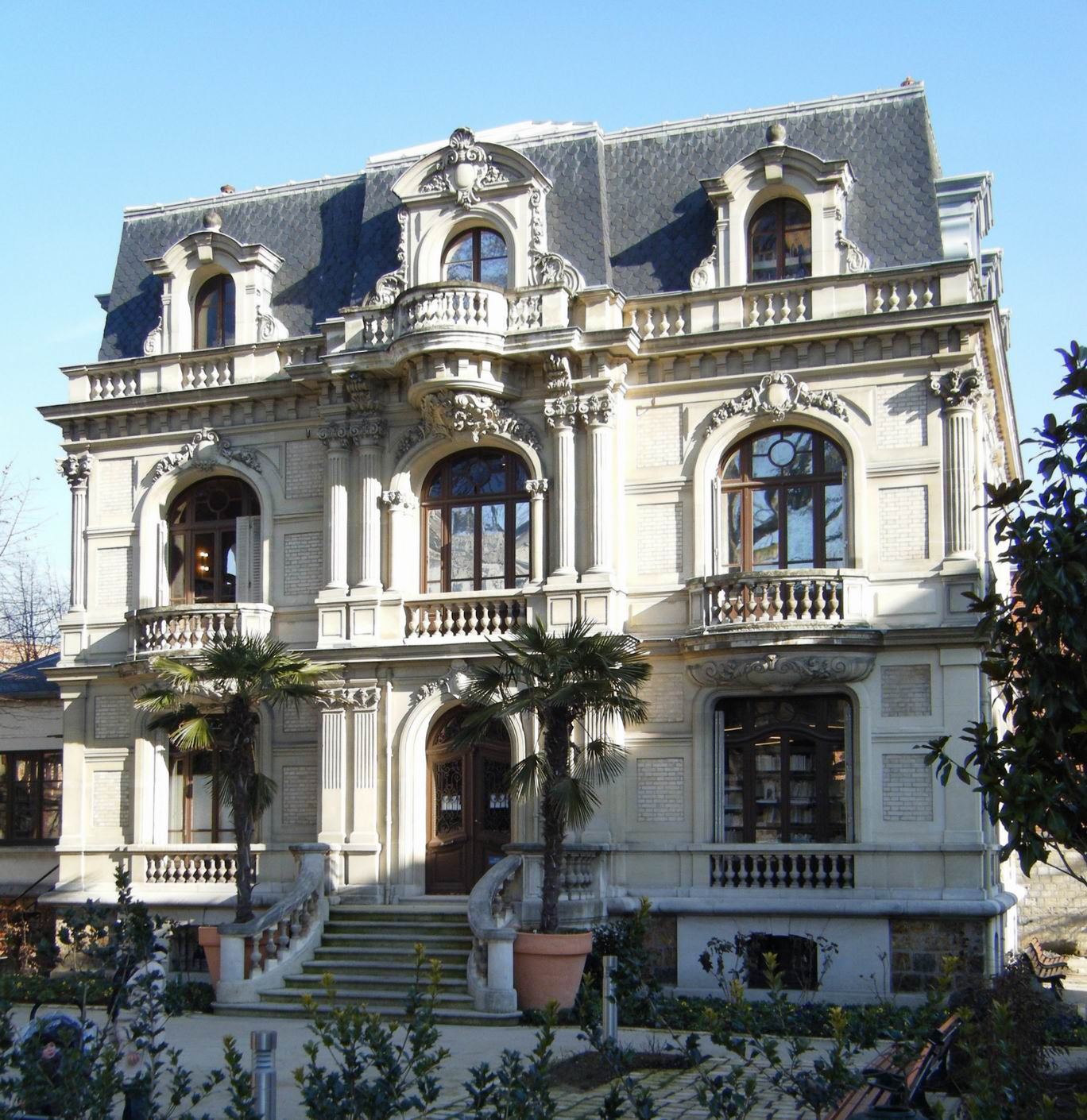
Ancienne bibliothèque municipale de La Garenne-Colombes.
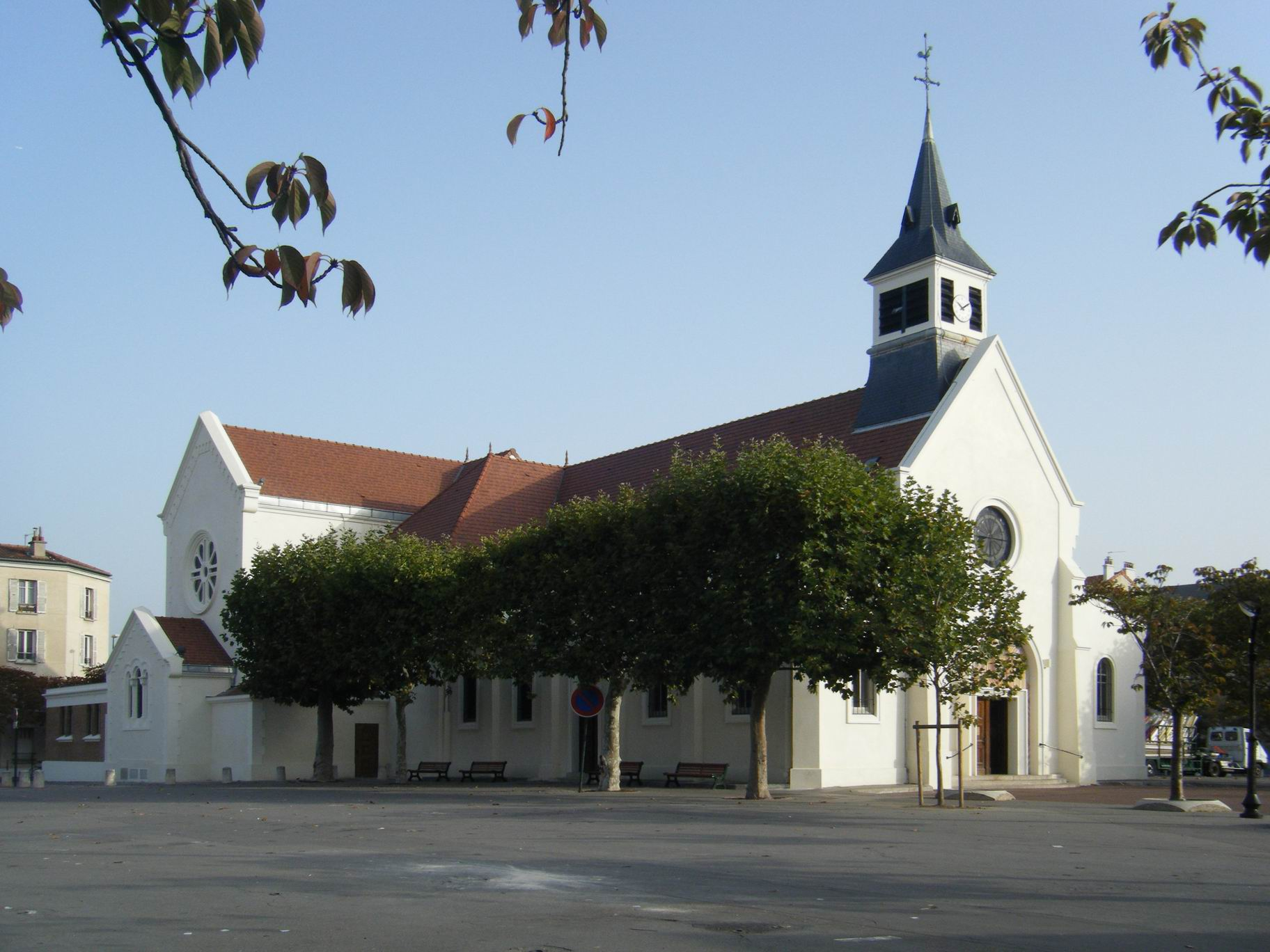
Église Saint-Urbain de La Garenne-Colombes.
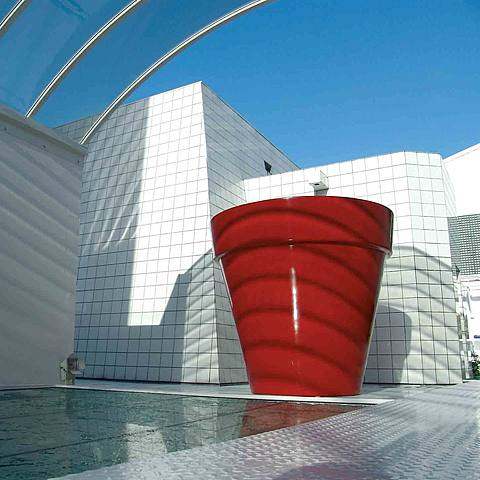
Intérieur du Mastaba, avenue Rhin-et-Danube, rappelant Le Pot Doré du même artiste, à Beaubourg.

#### Places notoires

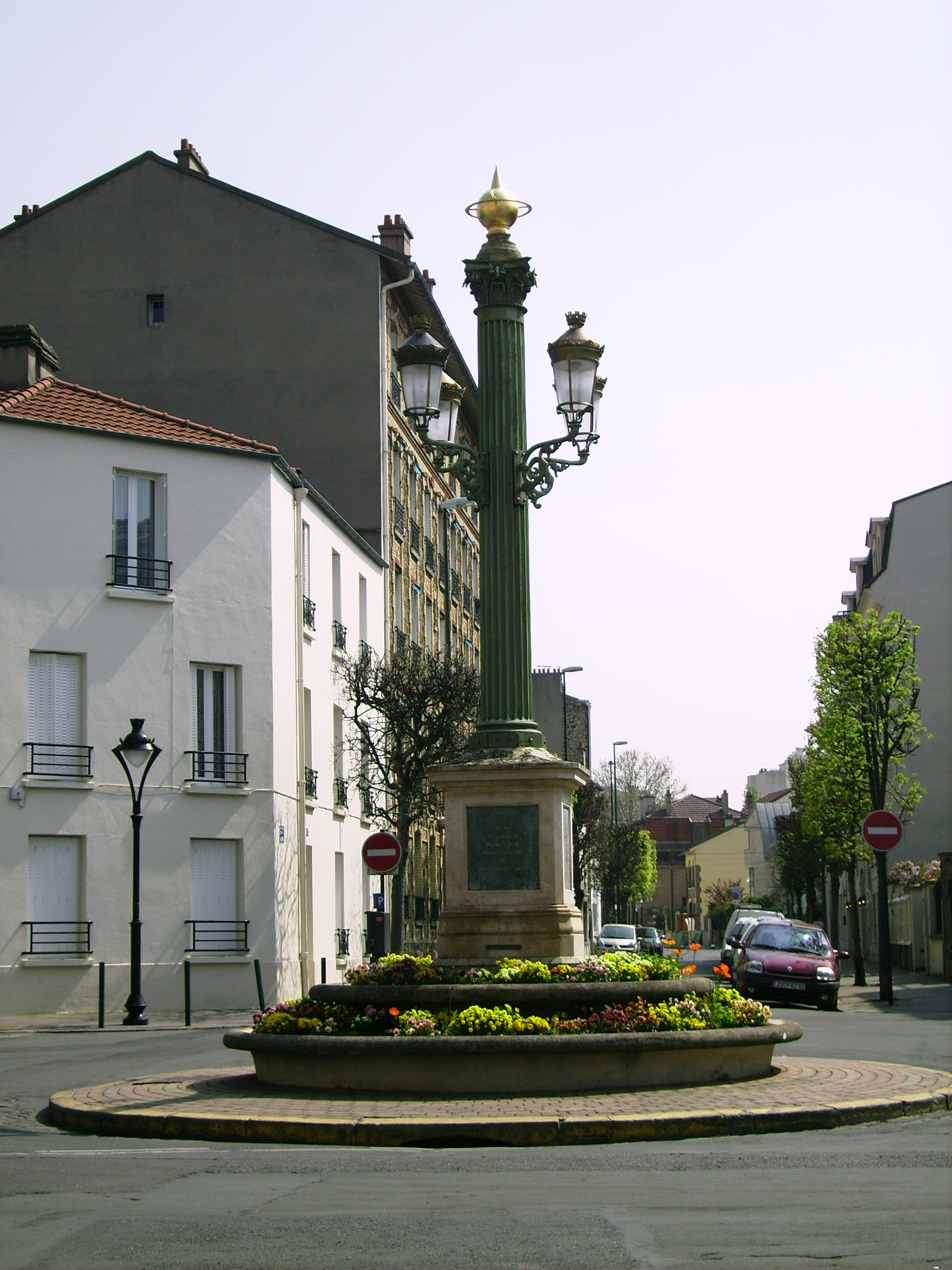
La place de la Colonne.

- Place de la Liberté, dite place du Marché ou de l'Église
- Place du Général-Leclerc, dite place de la Fontaine

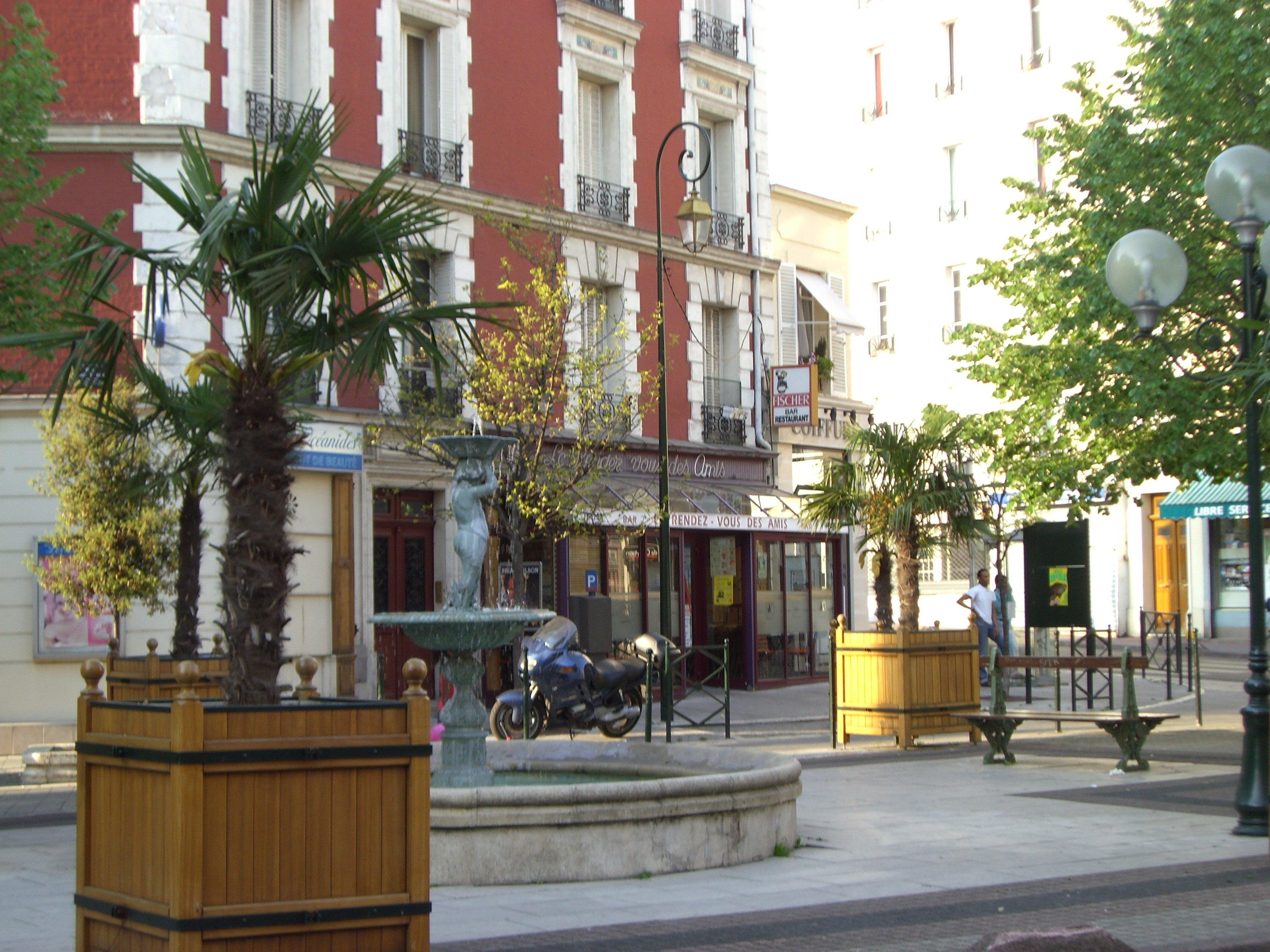
Place du Général-Leclerc, dite place de la Fontaine.

- Place de Belgique, anciennement place du marché de Charlebourg
- Rond-point du Souvenir-Français, anciennement place Jean-Baillet
- Rond-point de l'Europe, anciennement rond-point Berliet
- Place Forest-Frederick-Edward -Yeo-Thomas inaugurée le 1er octobre 2005

### La Garenne-Colombes dans les arts et la culture
Le décor de la ville apparaît dans certains films tels que Les Aristos, certaines séries-télés telles que Julie Lescaut ou encore certaines émissions telles que KD2A.

### Héraldique
| Blason de La Garenne-Colombes | Blason  | Écartelé : au premier et au quatrième de sinople aux trois chênes arrachés d'or, au deuxième d'azur au cor de chasse d'or, au troisième d'argent à l'aigle au vol abaissé de sable. |
| Blason de La Garenne-Colombes | Détails | Le statut officiel du blason reste à déterminer. |

## Pour approfondir